# 曼谷大皇宫
大皇宫（皇家轉寫：Phra Borom Maha Ratcha Wang）是泰国扎克里王朝最早建成的王宫，位于曼谷拍那空县，自1782年以来，一直是泰国（暹罗）王室的公定居住地点。在1925年以前，是暹罗王室和朝廷的所在地。如今，大皇宫是泰国王室举行重大典礼及接见国宾的场所，亦是曼谷的地标和重要旅游目的地。
大皇宫坐落在拉达那哥欣岛西南部的昭披耶河畔，整个区域大致呈长方形，由白色宫墙包围，占地面积21.84万平方米，是由宫殿、佛寺、楼阁、广场和园地组成的建筑群。大皇宫分为外廷、中廷、内廷、花园，及一处王室寺庙玉佛寺，共五个部分：外廷主要是公共建筑；中廷包括摩天宫殿群、节基皇殿群、兜率皇殿群；内廷是后宫所在。其中，玉佛寺、中廷和外廷的一部分开放参观，数个宫务部门仍在此办公。
大皇宫于1782年由拉玛一世下令修建。拉玛一世创立扎克里王朝，取代吞武里王朝，并将都城自吞武里迁至昭披耶河对岸，即今日泰京曼谷。之后，大皇宫又经过诸代国王的修葺扩建，尤其是在拉玛五世朱拉隆功统治期间，建起多座有欧洲风格特点的宫殿。1925年，暹罗王室基本迁出大皇宫，迁至律实宫等城外宫殿。1932年，暹罗发生立宪革命，建立君主立宪制，大皇宫不再是政府机关的办公地。

## 名称
大皇宫在泰语中称为（Phra Borom Maha Ratcha Wang），意为“圣至大王宫”。最初名为（Phra Ratcha Wang Luang），（Phra）是尊称，音译“帕”“拍”或“披”，意为“神圣”，（Ratcha Wang）意为王宫，（Luang），意为“大”或“王家”，音译“銮”。到拉玛四世时期，正式改称为今名，前缀添上两个词：（Borom），意为“至”“极”，梵文汉译波罗摩；（Maha），意为“大”，梵文汉译摩诃。
中文方面，泰国国家旅游局及宫内中文旅游导览的译名是大皇宫。中华人民共和国官方媒体称大王宫。曼谷华人亦称旧金殿。

## 历史

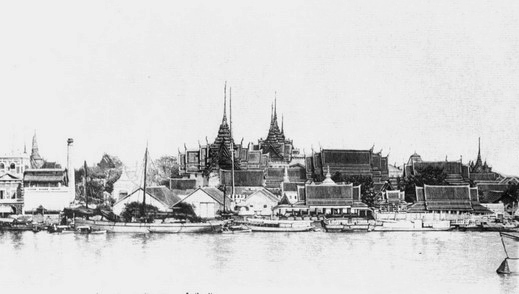
自昭披耶河对岸眺望大皇宫，摄于约1880年

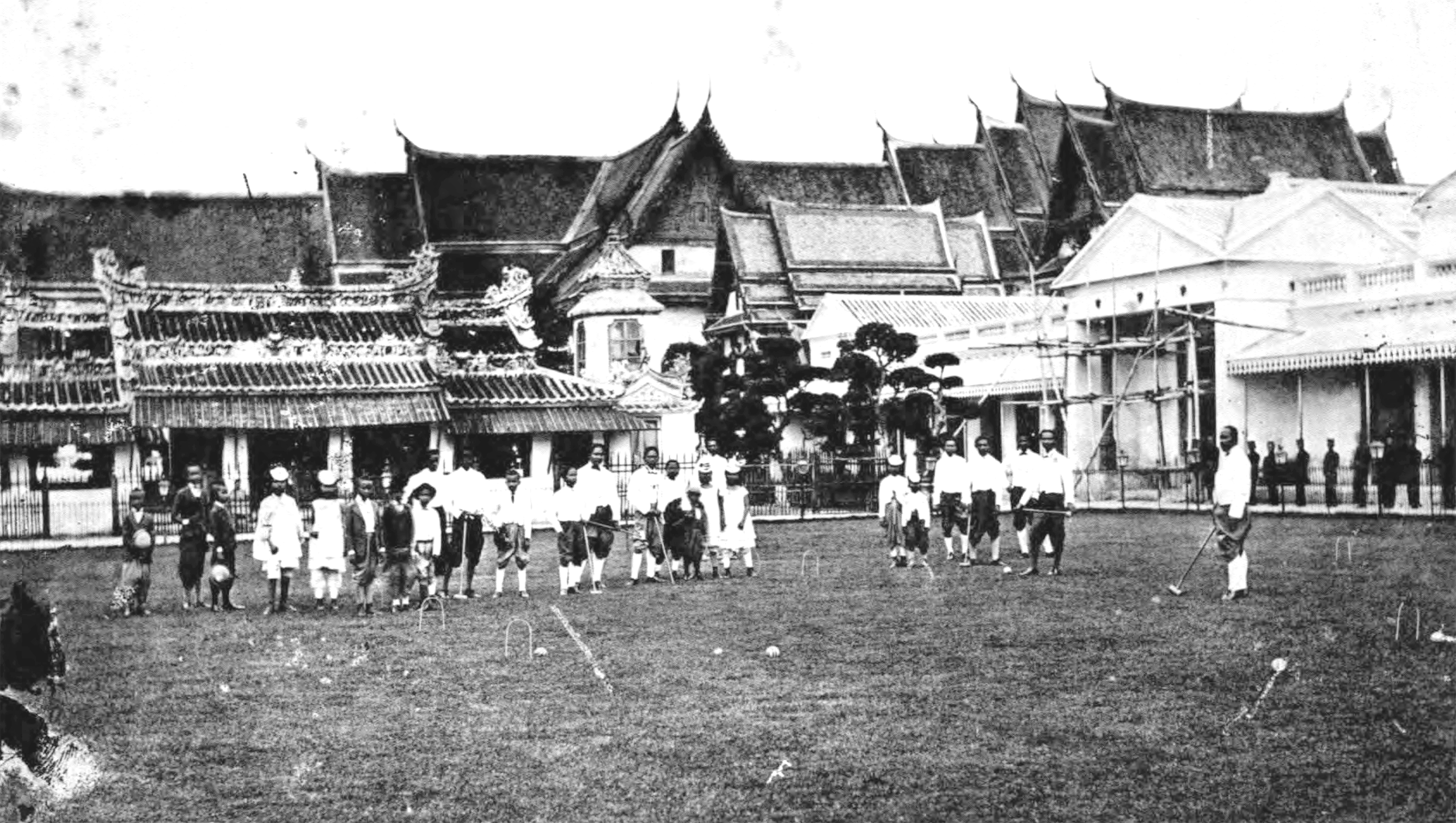
拉玛五世在摩天宫殿前打槌球

1782年5月6日，暹罗国王拉玛一世下令在曼谷的拉达那哥欣岛修建新王宫。拉玛一世原名通銮，原是吞武里王朝的将军，于1782年废黜吞武里王郑昭，即位为王，并将都城从原本位于昭披耶河西岸的吞武里，迁至东岸，即今日之曼谷。曼谷王城以人工开凿的运河同东侧的土地隔开，成为人工岛，定名为拉达那哥欣岛。吞武里的王宫建于1768年，规模较小，且两侧分别为黎明寺和莫利洛甲亚兰寺所堵截，难以扩建。
新宫选址在拉达那哥欣岛西端昭披耶河畔，划定一处方形区域，南邻卧佛寺，北邻玛哈泰寺。此地原本是华人街区，为修建新宫，拉玛一世下令将华人向东迁至王城外，新的华人街区就在今日的三攀他旺县三聘街一带。动工之初，暹罗的财力和物力匮乏，宫殿全由木料搭成，有些建筑仅以粗糙的木栅栏包围。1782年6月10日，举行迁都典礼，国王正式迁入新宫。三日后的6月13日，国王在此登基加冕，开启暹罗历史的拉达那哥欣时代。之后，拉玛一世不断修缮新宫，将木构宫殿改建为砖石构，并重建宫墙、要塞、城门，兴修王家佛寺玉佛寺，供奉国宝玉佛。
拉玛一世征召工人到废弃的旧都阿瑜陀耶拾取原料。阿瑜陀耶是暹罗四百余年的都城，于1767年，因暹緬戰爭，为缅人所毁。除却佛寺，阿瑜陀耶废墟的石砖被悉数带到曼谷，用以改建宫殿和宫墙。1785年，用于举办登基大典的大殿终于建成，拉玛一世在此举行了规格完整的传统加冕礼。大皇宫的布局全部仿照阿瑜陀耶王宫，例如都修建在河边，游行船只靠岸处的亭子的方位也都遵照旧都；向北亦是一块用于举行典礼的田地，即今日之皇家田广场。二王的宫殿，即前宫，建在大皇宫北侧。
大皇宫分为四个区域，由宫墙区隔：外廷、中廷、内廷和佛寺。各区分工明确，出入人等各有章法规定。外廷位在西北部，原是宫务部门和政府各部之所在。东北部是玉佛寺，为王家寺院，供奉玉佛。中廷是由数个宫殿建筑群组成，用于朝廷议事、举办典礼、接见宾客。内廷位于南部，是为国王后宫。
拉玛二世统治期间，大皇宫的地界继续南扩，面积从21.3674万平方米增加至21.84万平方米，从而与卧佛寺相邻。南扩占去的地盘原本是各部官员的办公地。宫墙、要塞、城门亦随之改建。此后大皇宫的划界就再无变更。
在暹罗的君主专制时期，即1782年至1932年，大皇宫既是暹罗的行政中心，亦是宗教中心，暹罗王的主要居所，卫兵、仆人、嫔妃、王族、大臣、官员皆居住在此。其宫墙纯白，要塞和岗哨的格局和拉达那哥欣城墙一致，堪称城中之城。大皇宫内，以宫法管理人员，明确其位阶和待遇。
20世纪初，暹罗王室在城外已建有数处有西洋特色的宫殿，如1903年建成的律实宫，及1909年建成的披耶泰宫。国王不再仅以大皇宫为唯一住所，王室渐次外迁。到1925年，暹罗王室基本迁出大皇宫。政府各部亦因规模日益扩大，而另立门户。大皇宫仍是举行正式典礼的场所。1932年，发生暹罗立宪革命，王室专制终结，暹罗建立君主立宪制。
如今，大皇宫是泰国王室举行典礼的地方，亦开放游客参观，是曼谷重要的旅游目的地。
| 大皇宫地图 | 大皇宫地图 | 大皇宫地图 |
| ---------- | --- | --- |
|            | 1. 玉佛寺 2. 王室事务局 3. 诗丽吉王后织品博物馆 4. 卢坤奈大楼 5. 沙哈泰沙玛空大楼 6. 玉佛寺博物馆 7. 王家礼服、饰品和钱币馆 8. 因陀罗殿 9. 伟大护国神殿 10. 乍迦博碧曼宫 11. 睹史多亭 12. 喜悦亭 13. 月亭 14. 金佛阁 15. 天阁 16. 宗庙阁 17. 节基殿 18. 蒙素坦殿 | 1. 颂慕提瓦乐殿 2. 武隆拉差沙提玛霍兰殿 3. 兜率皇殿 4. 披曼拉达亚殿 5. 阿蓬碧莫亭 6. 迦兰耶殿 7. 本肯阁 8. 吉罗娑山 9. 西瓦莱园 10. 武隆碧曼宫 11. 大神殿 12. 西瓦莱大殿 13. 悉达拉碧隆亭 14. 乐达纳佛殿 15. 猜春蓬殿 16. 素泰沙万殿 17. 内廷 |

## 外廷

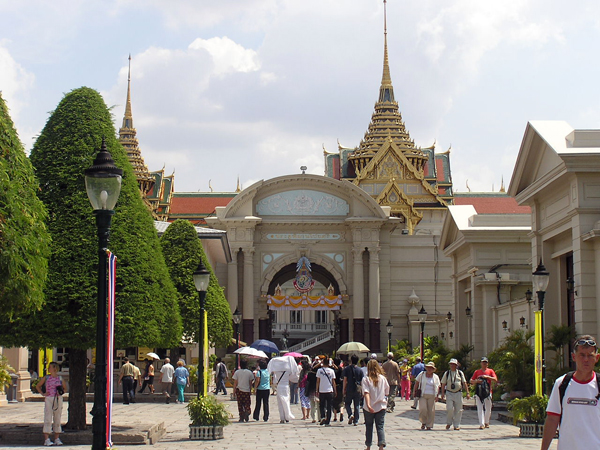
披曼猜悉门，自外廷往中廷的主要入口

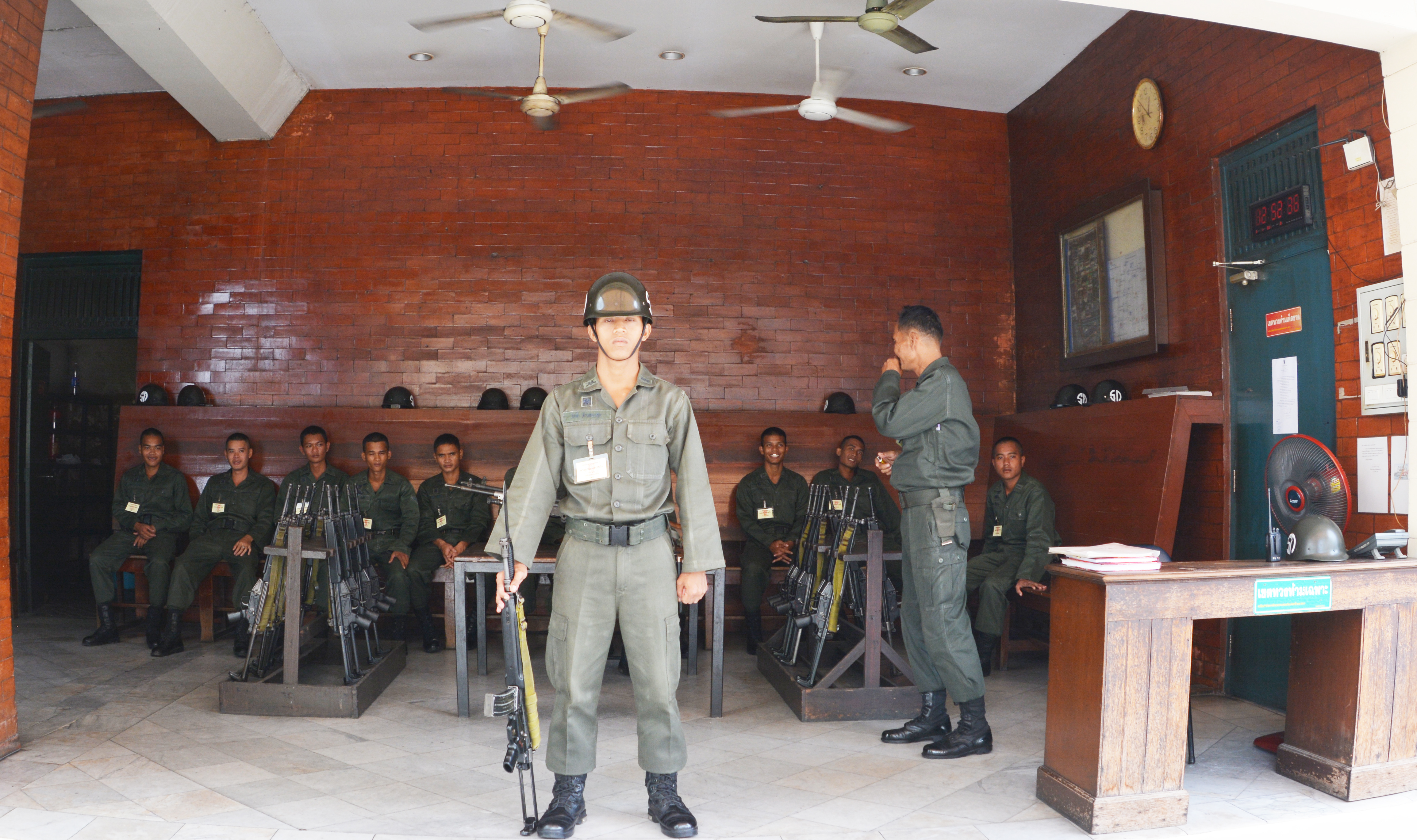
泰军第一步兵团 (泰国)士兵驻扎在大皇宫外廷

外廷（ Khet Phra Racha Than Chan Nork）位于大皇宫的西北部，玉佛寺以西。自参观入口威悉猜悉门（ Pratu Wisetchaisi）进入大皇宫，左手边是玉佛寺，右手边是外廷区域的公共建筑群。
大皇宫办公总部、资讯中心和王室事务局都位于外廷。主要建筑包括：沙哈泰沙玛空大楼（ Sala Sahathai Samakhom），用于接待来宾及举办会议；卢坤奈大楼（ Sala Luk Khun Nai），为王室事务局办公地；王家礼服、饰品和钱币馆，展示各个王家仪式用到的礼服和饰品，以及王室铸造的旧钱币，开放参观；诗丽吉王后织品博物馆，原本是皇家资产管理局驻地，2003年辟为博物馆。这些建筑皆是西洋风格。泰国王家学院亦曾设在这里，是为泰国的国家学术研究机构，于2006年迁出大皇宫。披曼猜悉门（ Pratu  Phimanchaisi）是外廷通往中廷的正门，朝向中廷的节基皇殿。
外廷旧称前面（ Fai Na），在君主专制时代，是朝廷各部办公的地点，同时设有剧院、象房、兵营、铸币厂和兵工厂。到1925年，政府各部官员都已撤出，留下的建筑留给王室事务局使用。

## 玉佛寺

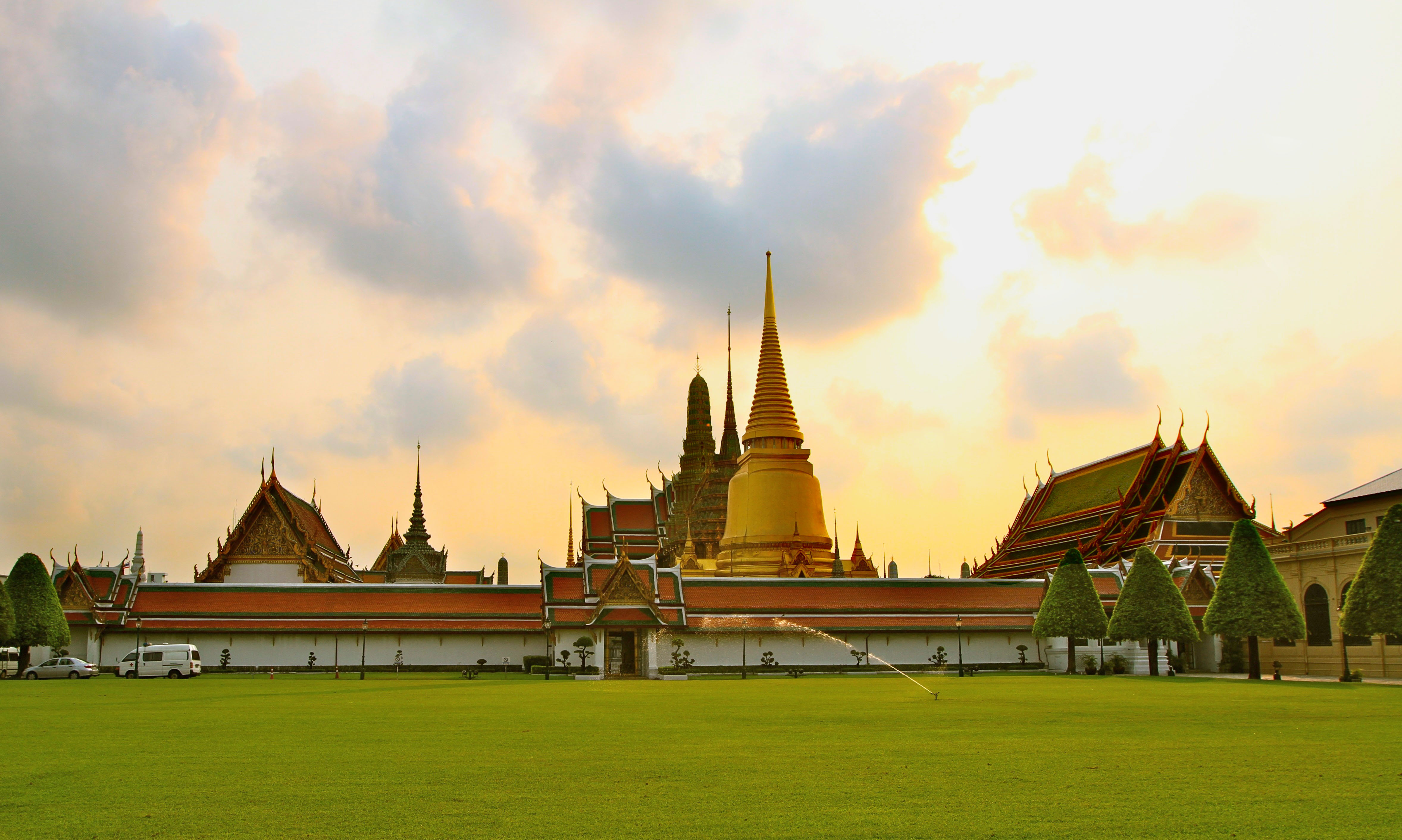
自外廷眺望玉佛寺

玉佛寺是大皇宫内的王家寺院，这里并没有僧侣居住，建于1783年。在王宫内建造寺院的做法是暹罗国家的传统，如素可泰时期的玛哈泰寺和阿瑜陀耶时期的帕喜善佩寺。玉佛寺中供奉泰国的国宝帕佛陀大摩尼寶玉佛。
玉佛寺的四面由回廊包围，共开辟七处寺门。和前朝的王家寺院一样，玉佛寺亦和王宫区隔开来。玉佛寺和大皇宫在同一时期动工，内部的佛塔、戒堂和精舍则是历经各代国王改建，但皆属于泰国传统风格。

## 中廷
中廷（ Khet Phra Racha Than Chan Klang）是大皇宫占地最大也是最为重要的区域，位于大皇宫中部，数个宏伟的建筑群聚集在此。中廷前是东西走向的阿蒙威提路（ Thanon Amonwithi），分隔中廷和外廷。中廷可分为三个宫殿群及一座花园。这些宫殿在泰语中称为（Phra Thinang），意为圣座。

### 摩天宫殿群

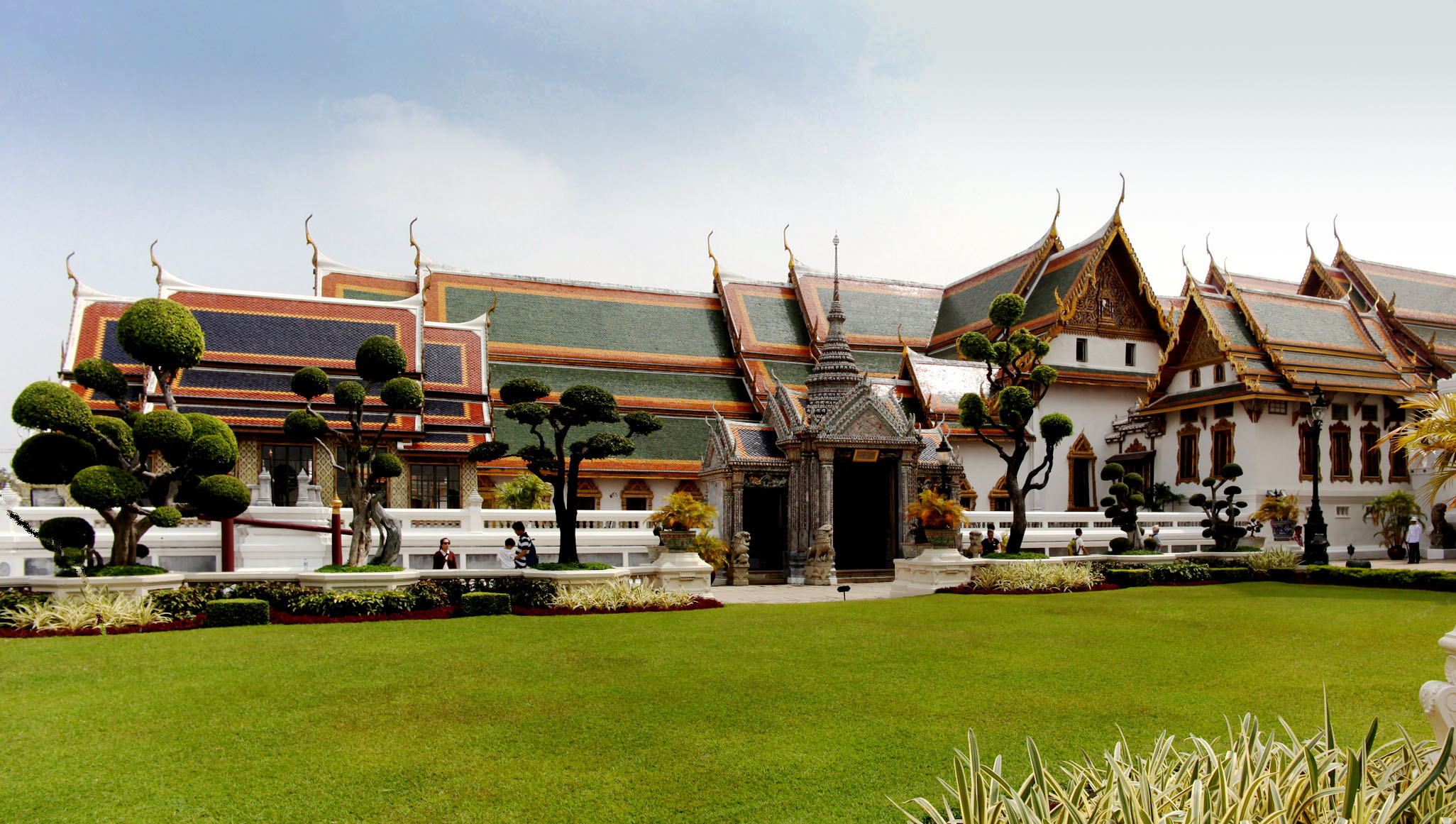
向东观看摩天宫殿群，自左至右分别是因陀罗殿、伟大护国神殿、乍迦博碧曼宫

摩天宫殿群（ Mu Phra Maha Monthian，意为圣大宫殿群）大致位居大皇宫中央，为泰国传统风格，由矮墙包围，曾是国王起居处。这是大皇宫最为重要的宫殿群，建筑坐南朝北，因陀罗殿、伟大护国神殿、乍迦博碧曼宫三座宫殿从前到后排列，分别用于谒见大臣和外宾、举办典礼、生活起居，三座建筑有走廊连接。自拉玛二世以来，历代泰国国王都在这里加冕。
摩天宫殿群始建于1785年，由拉玛一世下令动工，最初仅有伟大护国神殿和乍迦博碧曼宫两座建筑。拉玛二世时期建成了因陀罗殿，同时经过扩建及修缮，又修建了月亭和那莱宫（ Keng Narai）。摩天宫殿群是拉玛三世赐名，其一生的大部分时光都居住在这里，在世期间亦大加修缮。拉玛四世时期在北侧和西侧加建了两座宫门。拉玛六世在因陀罗殿的西面和东面加建了两个门廊。自此，摩天宫殿群的形制就不再改变，仅作定期翻新，如在1982年，为庆祝曼谷建城两百年而翻修。摩天宫殿群并不对游客开放。
摩天宫殿群的正门仅供国王出入，他人需从侧门进入。宫门有中式的石狮和门神雕塑把守，门楣上修有以中式嵌瓷工艺装饰的泰式尖顶。

#### 因陀罗殿

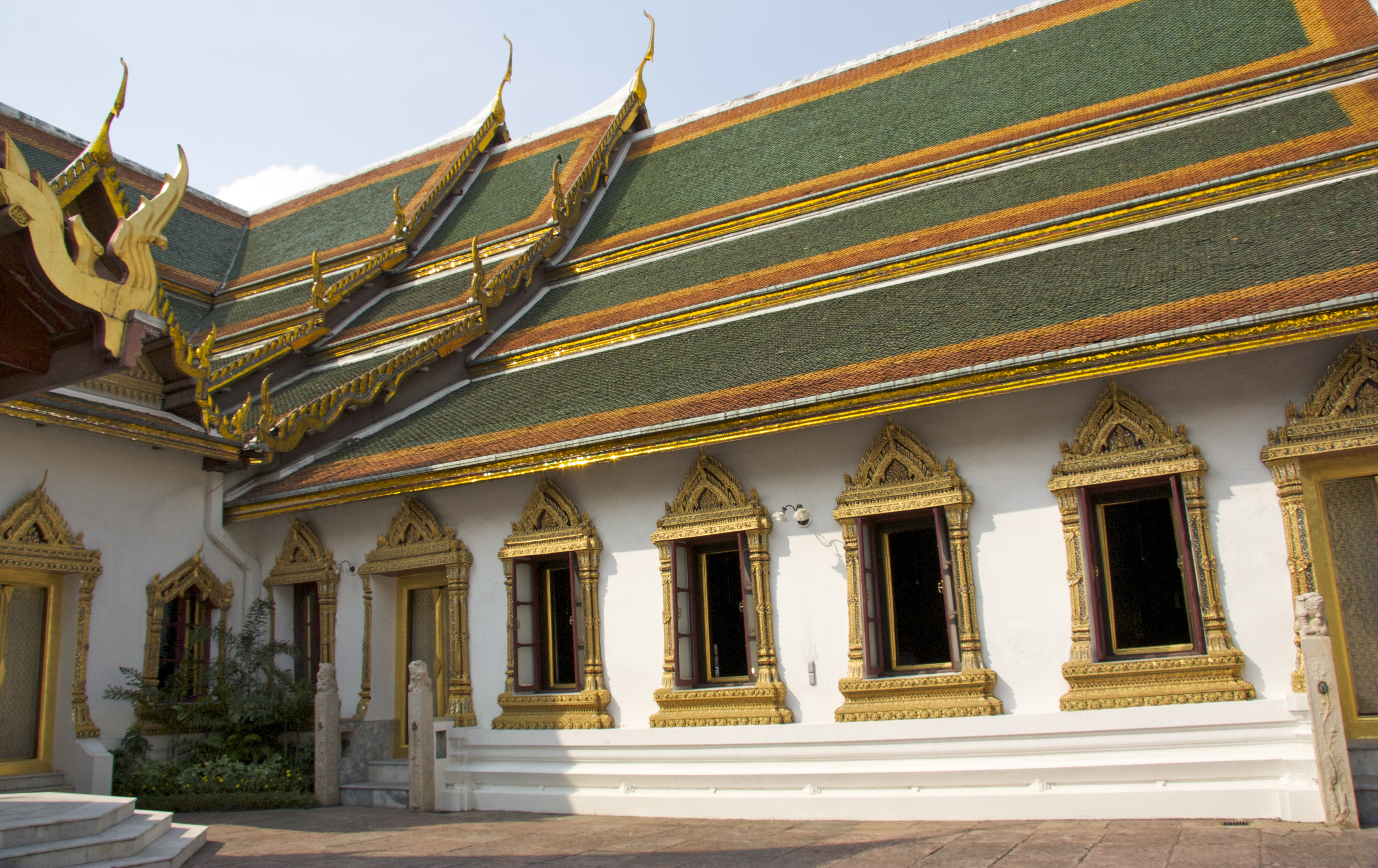
因陀罗殿

因陀罗殿（ Phra Thinang Amarin Winitchai），全称是阿玛林威尼猜玛哈素拉亚披曼殿（ Phra Thinang Amarin Winitchai Mahaisuraya Phiman），意为“圣因陀罗降伏大日天圣殿”，是摩天宫殿群中最北端的大殿，亦是摩天宫殿群的前殿，地位重要。因陀罗殿是王室的觐见厅，用于召见群臣，接待外国大使，举行重大仪式。因陀罗殿建在50厘米高的基座上，屋顶的瓦片绿橙相间，是暹罗传统建筑风格。山花绘有因陀罗的形象。大殿正门仅供王族出入，他人只能使用侧门。殿内矗立着两排方柱，左侧五根，右侧六根，以泰式花纹图案装饰。天井为间格镶板，镶嵌金色琉璃星。
因陀罗殿共有两个御座，靠内的御座名为布沙博玛叻玛哈差甲帕披曼（ Phra Thinang Butsabok Mala Maha Chakkraphat Phiman），意为“大转轮王宝冠飞车”，国王召见大臣或外宾时坐在这里。两侧七层伞盖各一。布沙博（ busabok），典故出自《罗摩衍那》中的飞车座驾。御座顶部有一分层尖塔，象征佛教和婆罗门教观念中的宇宙中心须弥山；基座为船形。御座以五彩珐琅和宝石装饰，亦有天神和迦楼罗像。
靠外的御座名为普丹甘差那辛哈（ Phra Thinang Phuttan Kanchanasinghat），意为“莲花金狮座”。以一把象征王权的王家九层伞为遮荫，九层中的前八层代表王权触及世界的四面八方，最顶层则代表中央方位，通往大地。王家九层伞是泰国国王御座常见的配设，共有七把设在曼谷，其中六把在大皇宫内，余下一把在律实县的阿南达沙玛空皇家御会馆。御座下是方形分层基座。新国王即位后首次会见群臣时，或是国王寿辰等节礼期间，会坐在这里。1821年，拉玛二世接见英国使节约翰·克劳福时就坐在这里。

#### 伟大护国神殿
因陀罗殿后的建筑是伟大护国神殿（ Phra Thinang Phaisan Thaksin），意为“伟大南方殿”，为一矩形宫殿，用于举行重大的宗教和国家典礼。伟大护国神殿是泰国国王加冕礼的举行地，最近一次是在2019年5月4日，拉玛十世玛哈·哇集拉隆功在此加冕。伟大护国神殿在拉玛一世时期建成，最初是拉玛一世王私人的接待厅和起居地，一世王经常在此宴请亲信大臣。一世王驾崩后，伟大护国神殿更变为典礼场地。殿内墙面以华丽壁画装饰，描绘佛经故事和婆罗门教神话故事。
伟大护国神殿内有两处御座，分处东西两侧。东侧为阿他提乌吞蓬拉差安宝座（ Phra Thinang Atthit Utumbhorn Raja Aarn），意为“八角优昙华御座”，为八角柱形金漆木雕宝座，顶上树立一把七层宝伞，位于神殿东侧。泰王加冕礼第一部分的聖水儀式期间，国王即坐在这里。国王经圣水洗净后，才可在象征王权的九层宝伞下的西侧宝座上坐下。西侧宝座为帕他拉比宝座（ Phra Thinang Phatthrabit），意为“吉祥四角”，为带有踏板的座椅，左右各一张高桌，顶上树立王家九层宝伞。加冕礼圣水仪式结束后，国王即坐在这里戴上大胜利王冠，并自宫廷婆罗门处接过余下的泰王圣物，包括胜利宝剑、王杖、王扇、王履、犛尾拂塵。
殿内供奉暹國顯靈神，泰语原名意为“圣暹天神大王”，即中文译名之“护国神”。为拉玛四世时期铸造，作为暹罗国家的化身，保佑国家风调雨顺。神像约高20厘米，为站立形态，身著御服，手执宝剑，头戴宝冠，面朝南方，置于中式风格的宝柜内，雕像后写有汉字“暹國顯靈神位敬奉”。殿内还供奉其他同样大小的造像，皆为印度教神祗。暹罗旧时几乎日日祭拜护国神像，如今就仅在国家面临危机时举办祭拜典礼。

#### 乍迦博碧曼宫
乍迦博碧曼宫（ Phra Thi Nang Chakkraphat Phiman），意为“转轮王圣殿”，处在伟大护国神殿后方。拉玛一世时期建成，为国王寝宫，最初是大皇宫最靠内的建筑。乍迦博碧曼宫由三节大致相似的长方形庭室相接组成，中间的庭室是接待厅，两个厢房分居两侧，是国王的私人起居处。东侧厢房为主卧房，分为南北方向两室，由金色屏风隔开，北室为卧室，南室为更衣室及私人空间，两室均树立王家九层宝伞。西侧厢房最初用于举行小规模的仪式和召见，到拉玛三世时期改为卧房，拉玛三世驾崩后又改为仓库，储存武器、器具，包括泰王圣物。
乍迦博碧曼宫的顶部最初是用棕榈叶覆盖，后来换为瓷瓦片，拉玛五世时期换成釉面瓦片。按照传统，未加冕的国王不可在此就寝；加冕后就必须在此就寝数夜，寓意是在先祖的床上入睡。1910年，拉玛六世在加冕之前，在卧室安装了一处隐蔽的现代厕所。拉玛六世生命的最后阶段在这里度过，并在1925年在此去世。拉玛七世和拉玛九世加冕后，按照传统，仅在此就寝数夜。
在乍迦博碧曼宫和伟大护国神殿之间，有一处小型的前接见厅。国王可坐在厅内的小平台上会见群臣，小平台两侧开设两扇门，通向国王的私人起居处。乍迦博碧曼宫的南端为后接见厅，其两侧是为王族和后妃的起居室，居东者名为特沙探披叻宫（ Phra Thinang Thepsathan Philat）；居西者为特帕阿派莱宫（ Phra Thinang Theppha At Phailai）。

#### 睹史多亭
除去三座主殿外，摩天宫殿群亦囊括四座小型的亭台楼阁，位在北侧。
位于西北角的是睹史多亭（ Phra Thi Nang Dusitaphirom），意为“兜率天喜悦殿”，是建于一平台上的单层建筑，国王乘轿或大象出入宫殿时在此更衣。亭外的西侧和北侧分别有一平台供大象和轿子停留。起初该建筑是一露天亭，立面外侧有壁画，是拉玛三世时期绘制；睹史多亭亦是大皇宫唯一一座外立面有壁画等外部装饰的建筑，楣饰为蓝底贴金的持剑天使雕塑。入口设在东侧，并由台阶同因陀罗殿连接。

#### 喜悦亭
位于东南角的是喜悦亭（ Phra Thi Nang Ratcha Ruedi），为拉玛六世时期修建的泰式凉亭，高12米，宽7.8米。原本是为国王生辰庆典建造。这里最早是拉玛四世修建的一座二层西洋楼，用于展示外国赠礼，后来破旧失修，而在拉玛五世改建中式亭子，拉玛六世又改为如今之喜悦亭。屋檐楣饰为骑乘迦楼罗的那罗延白底贴金雕塑。

#### 月亭
位于西南角的是月亭（ Phra Thinang Sanam Chan），拉玛二世时期修建的泰式凉亭，高4.5米，宽3.3米。拉玛二世监督皇宫工程时在此歇息。楣饰为融合中国和西洋风格的贴金花纹，八座立柱镶嵌琉璃片；内部以琉璃和水磨漆金装饰。有一底座，为柚木板和大理石板上下叠放，长1.5米，宽2米，大理石底座是在1963年加建的；原本仅有柚木板，且可移动。

#### 金佛阁
位于东北角的是金佛阁（ Ho Sattrakhom），意为论经阁、藏经阁，又称圣护法阁（ Ho Phra Parit），和睹史多亭同等规模。这里原本是孟族传统中，僧侣每晚取圣水以清洁地面的地方。后来在拉玛七世统治时期，因财力原因，改为仅在佛教重大节日期间，由差那颂堪寺的孟族僧侣前来取水。内设诵经室和储藏室，诵经室供僧侣诵经及存放经文，储藏室用于贮藏佛像等文物法器。
金佛阁在战争期间会举行仪式，为兵器沾上圣水，赋予法力。因此，金佛阁的窗板和门板上都绘制了各种兵器的图案。

#### 天阁和宗庙阁
在伟大护国神殿的东西两侧分别是天阁（ Ho Suralai Phiman）和宗庙阁（ Ho Phra That Monthien）。天阁是座较小的泰式建筑，有廊道同伟大护国神殿相连，内部供奉诸多佛像及圣物，有一组佛像分别对应扎克里王朝诸王的每一段统治时期。
宗庙阁亦有廊道同伟大护国神殿相接，内部供奉有扎克里王朝先祖遗骸的灵塔。拉玛二世时期，这里用于供奉古佛像；拉玛三世和拉玛四世亦将其命令铸造的佛像存放在这里，并完成翻新。

### 节基皇殿群

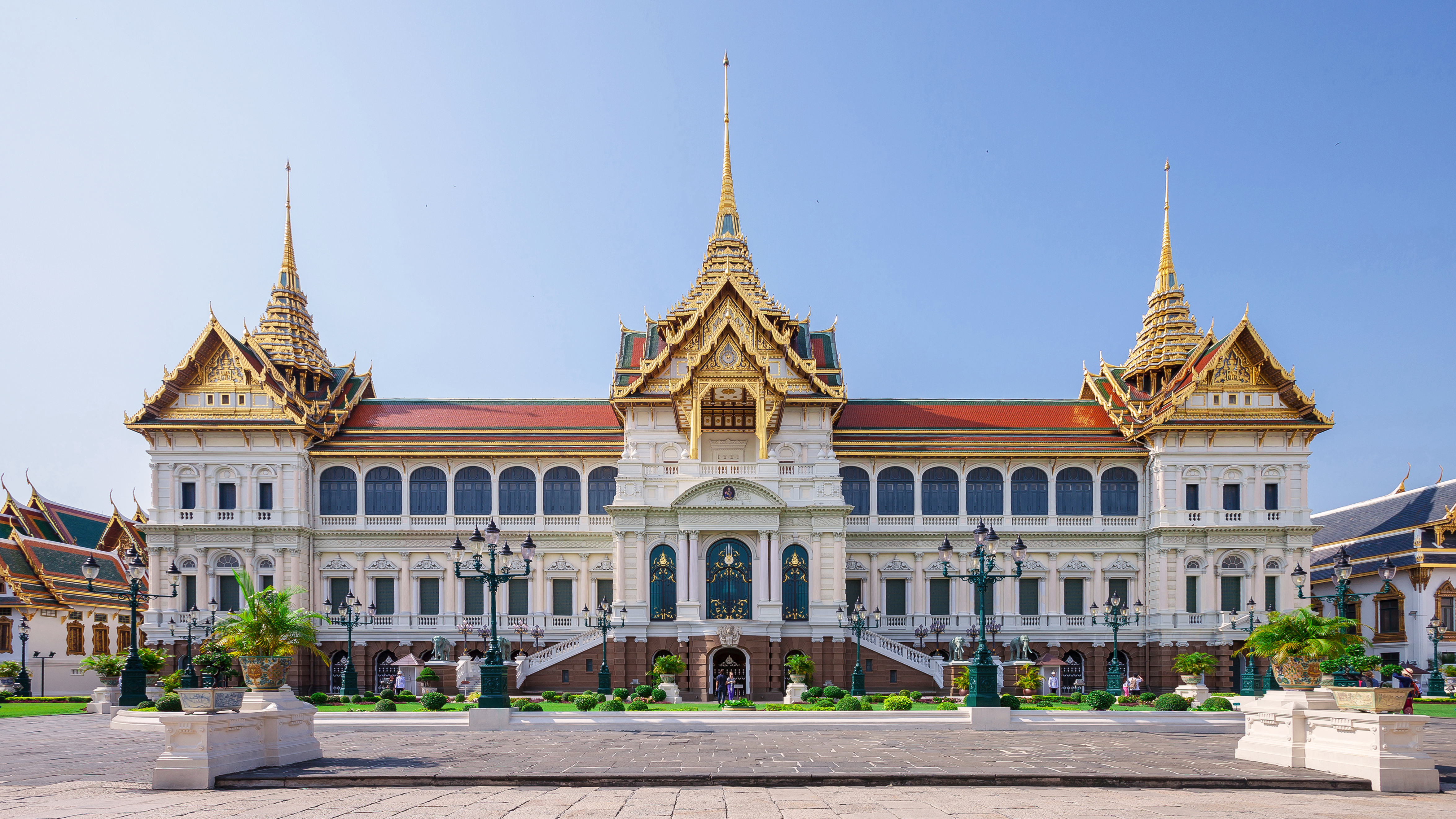
节基殿是19世纪西洋风格建筑，加建泰式屋顶

节基皇殿群（ Mu Phra Thinang Chakkri Maha Prasat）位于大皇宫的中央，东西两侧分别是摩天宫殿群和兜率皇殿群。其布局和摩天宫殿群大致相似，但建筑风格却大相径庭。节基皇殿群由拉玛五世在19世纪下令修建，全部由西洋人设计。在拉玛五世大兴土木之前，这里是大皇宫的左花园（ Suan Sai），如今存留的西瓦莱花园便是与之相对的右花园（ Suan Khwa），两座花园分居摩天宫殿群左右，因此而得名。拉玛三世曾在这里修建圣砖瓦宫（ Phra Tamnak Tuek），供其母诗素拉莱太后居住，是较低矮的楼阁群。拉玛四世将之扩建，供特诗琳王后居住。1853年，后来的拉玛五世出生在这里，并在此度过童年。
1868年，拉玛五世即位，决定修建更为宏伟的宫殿。同年，节基皇殿群即动工，后来在1876年开启第二期工程，之后在1882年至1887年经历新一期工程，最终完成，供拉玛五世居住。1910年，拉玛五世迁至新建的律实宫。拉玛六世仅偶尔在此居住。到拉玛七世时期，这一宫殿群趋于老旧，亟需翻新，但由于财政困难，仅节基殿一座建筑获得了翻修。翻修工程由法国美术学院建筑系毕业的伊提特讪亲王负责，如今的节基殿仍可见其手笔。到拉玛九世时期，整个皇殿群已破旧不堪，只得整体重建，最终在2004年完工。
这里原本共有十一座大小建筑，到2012年仅剩三座大型宫殿，且是当代重建。一些国家级活动仍在这里举行，因此平日里并不对游客开放。在节基殿前的广场上，每两个小时都会有卫兵交接的仪式。

#### 节基殿

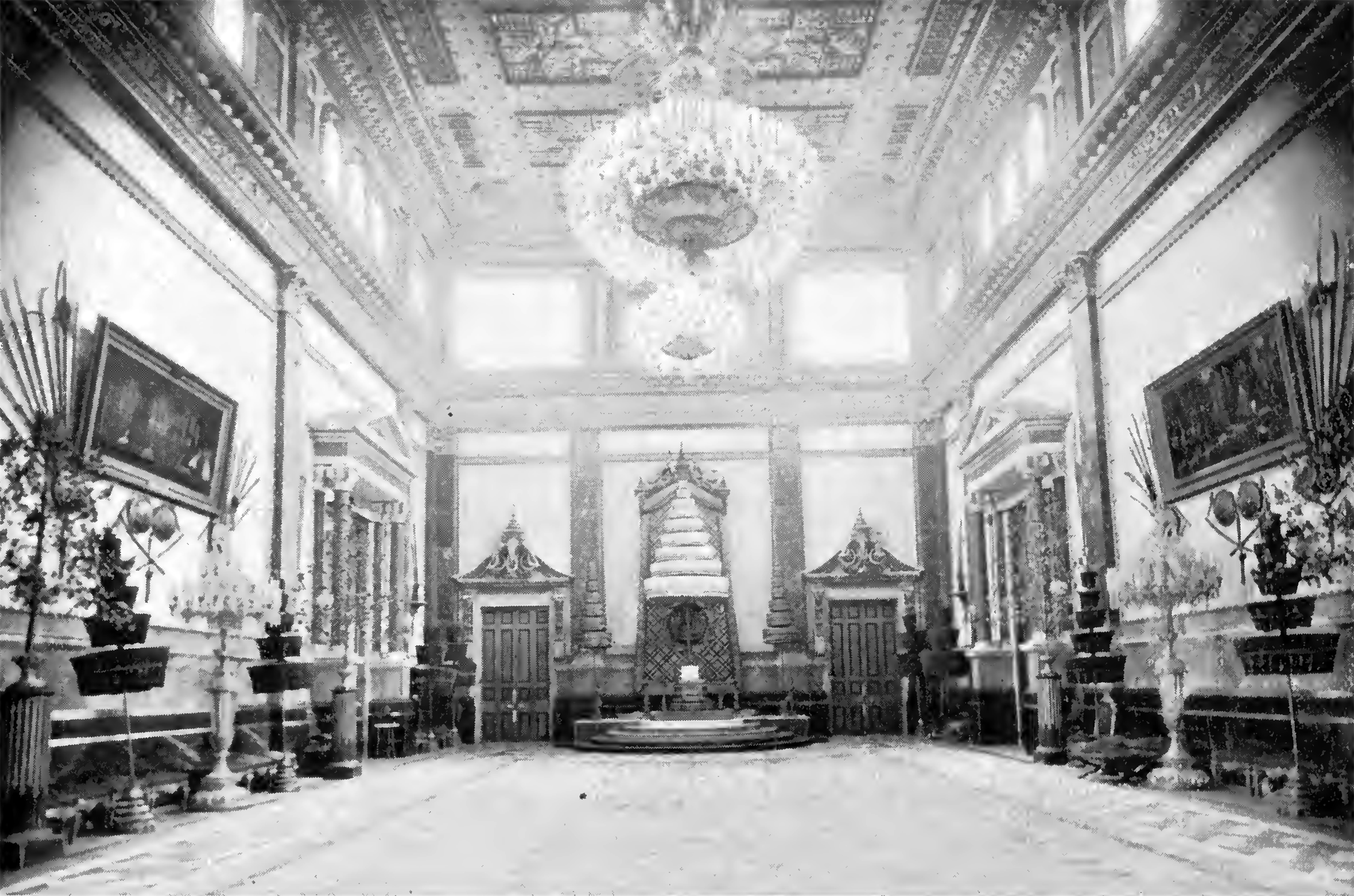
节基殿御座厅，摄于1892年

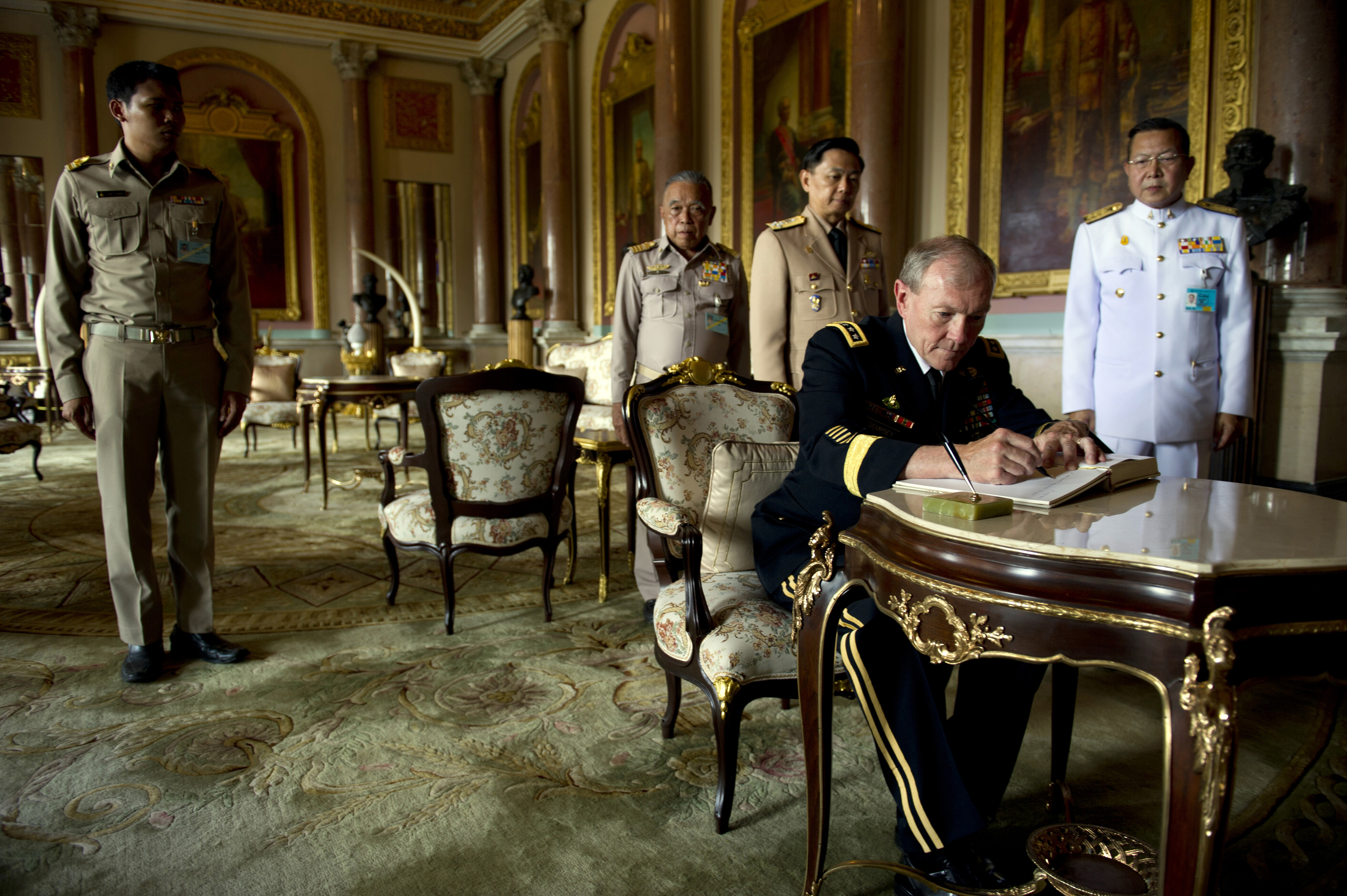
2012年，时任美国参谋长联席会议主席马丁·邓普西在节基殿接待室内签署访客名册

节基殿（ Phra Thinang Chakkri Maha Prasat），意为扎克里大神殿，是节基皇殿群最北端及最前端的大殿。节基殿为泰国传统风格和意大利式新文艺复兴风格的折衷风格，主体为西洋式样，惟顶层加盖了泰式的屋檐和金顶，即“巴刹”。
1875年，拉玛五世王出访新加坡和荷属东印度的爪哇岛，在当地找到两位英国建筑师约翰·克卢尼奇（John Clunich）和亨利·罗斯（Henry C. Rose），一同返回暹罗，负责设计新皇殿。1876年5月7日，新皇殿动工。五世王原本意图建造一座完全的西洋宫殿，顶端修穹顶。然而在重臣西·索里亚翁的反对下，五世王决定在顶端加建泰式屋檐和尖顶。1878年，五世王亲自见证皇殿中央封顶。1882年，新皇殿正式完工，成为扎克里王朝立国及大皇宫建成百年纪念的献礼。因此，新皇殿正式得名“节基殿”，原文意为扎克里王朝圣座。
整个节基皇殿群为“工”字形布局，节基殿是最北端的东西轴向部分，面向北方，其余建筑皆建在其身后。节基殿共有三层，顶端建有左、中、右三个楼阁，上建七层尖塔；中央的楼阁更高更大，屋檐装饰更华丽。由于节基殿为东西混合风格，其外部装饰亦未遵循古典线条格局。其泰式屋檐同其他宫殿的做法一样，铺设绿橙相间的瓦片，令节基殿自然地融入大皇宫的天际线景观。泰式屋檐的楣饰为象征扎克里王朝的脈輪和三叉戟雕像，二层的窗沿雕刻着扎克里王朝的西式纹章。大殿立面的中央有一半圆楣饰，其上挂有拉玛五世像。
一种较知名的比喻是，节基殿杂糅暹罗和西方的风格，就像是一位戴着泰式头冠，身穿维多利亚时代服饰的法朗女郎。亦有说法称泰式屋顶加盖在西洋楼上，象征暹罗压倒西洋。这座建筑的杂糅风格并非建筑师本意，而是向往西化的国王和不愿抛弃传统的保守派之间的斗争的缩影。
节基殿的第一层供仆人和卫兵使用。第二层和第三层用于国家事务，设有数个接待室、御座厅和画廊；画廊内挂有扎克里王朝历代国王的画像，以及二王宾告，及所有后宫后妃的画像；靠东边设有一处供奉佛像和其他神像的房间；接待国宾和其他外宾的接待室设在西边。除此之外，殿内亦设有图书室，以及专门供奉拉玛四世至八世，及其后妃遗骸的房间。殿内悬挂许多欧式枝形吊燈，原本是大臣西·索里亚翁的财产，因为这些吊灯过大，他决定将之赠予国王。节基殿是泰国第一座通电的建筑，通电工程由特瓦翁亲王主持。节基殿还设有一处展出旧兵器的展览厅。
节基殿的御座位于最中央御座厅内的高台上，即金芙蓉圣座（ Phra Thinang Phuttan Thom）。宝座两侧各树立一把七层伞，宝座本身顶着一把王家九层伞。宝座后是一面绘有扎克里王朝徽章的挂毯。国王会在重大国事时坐在这里，例如接见外国外交官及使团时。拉玛九世曾坐在这里接见过多位国家元首，例如英国女王伊丽莎白二世，美国总统比尔·克林顿，教宗若望保禄二世等。2003年亚太经合组织峰会期间，九世王在这里接见了21位各国首脑。御座厅的墙壁上挂有四幅画，纪念泰国外交史上的重要场景。东面墙上悬挂的两幅画分别描绘英国维多利亚女王接见蒙固国王大使，以及法国路易十四在凡尔赛宫镜厅接见阿瑜陀耶王朝那莱王使团的场景。西面的两幅画分别描绘蒙固国王接见英国特使约翰·保宁，及法皇拿破仑三世在枫丹白露宫接见暹罗使团的场景。

#### 蒙素坦殿

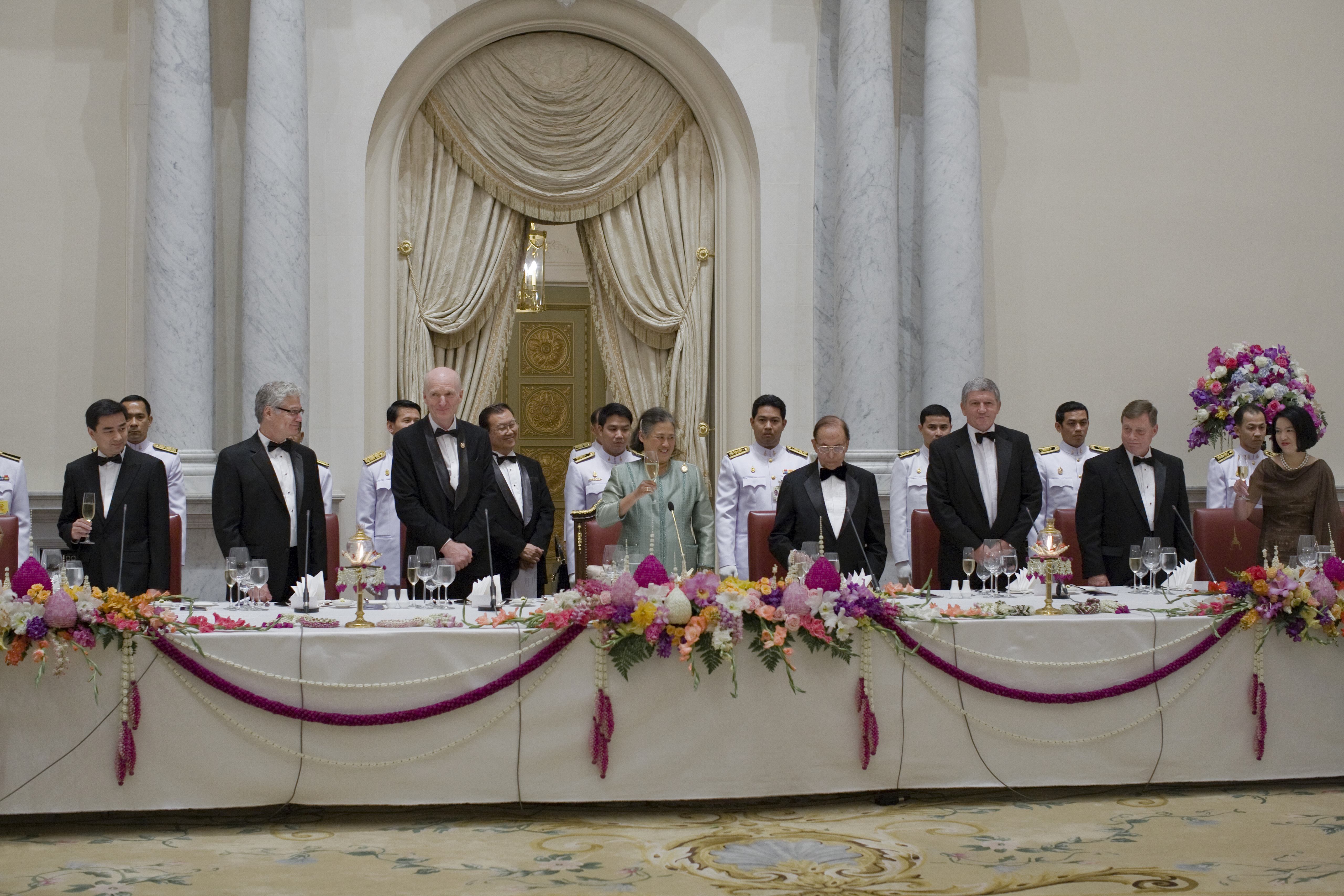
2011年，泰国王室为2010年玛希敦王子奖得主举办宴会，设在武隆拉差沙提玛霍兰殿宴会厅

蒙素坦殿（ Phra Thinang Mun Sathan Boromma At）位在节基皇殿后方的东侧，建于1869年，早于节基皇殿。蒙素坦殿所在区域原本是拉玛五世出生及度过童年的地方。拉玛一世时期，这里有一片小芒果园。如今蒙素坦殿是一处规模较小的宴会和接待场地。

#### 颂慕提瓦乐殿
颂慕提瓦乐殿（ Phra Thinang Sommotti Thewarat Upabat）位于节基皇殿后方的西侧，建于1868年，稍早于蒙素坦殿。殿内分为数个国事厅，同时设接待厅和议事厅。1874年7月12日，拉玛五世在颂慕提瓦乐殿向众大臣宣布将废除奴隶制。

#### 武隆拉差沙提玛霍兰殿
武隆拉差沙提玛霍兰殿（ Phra Thinang Borom Ratchasathittaya Maholan）位于节基皇殿群最南侧，为大型宴会宫。原有的宴会厅是拉玛五世时期建造，到拉玛九世时期已经衰败不堪，因而开工重建。1996年，新的宴会宫正式动工，但受到1997年亚洲金融风暴影响，工程长期中断，到2004年4月1日才重新开始。新的宴会殿建在高台上，由数座建筑相连而成，围出两处庭院。2006年6月1日，该殿正式完工。同年6月13日，为纪念拉玛九世即位60周年，全世界12位在位君主、8位君主配偶和7位储君即在此聚会庆祝。

### 兜率皇殿群

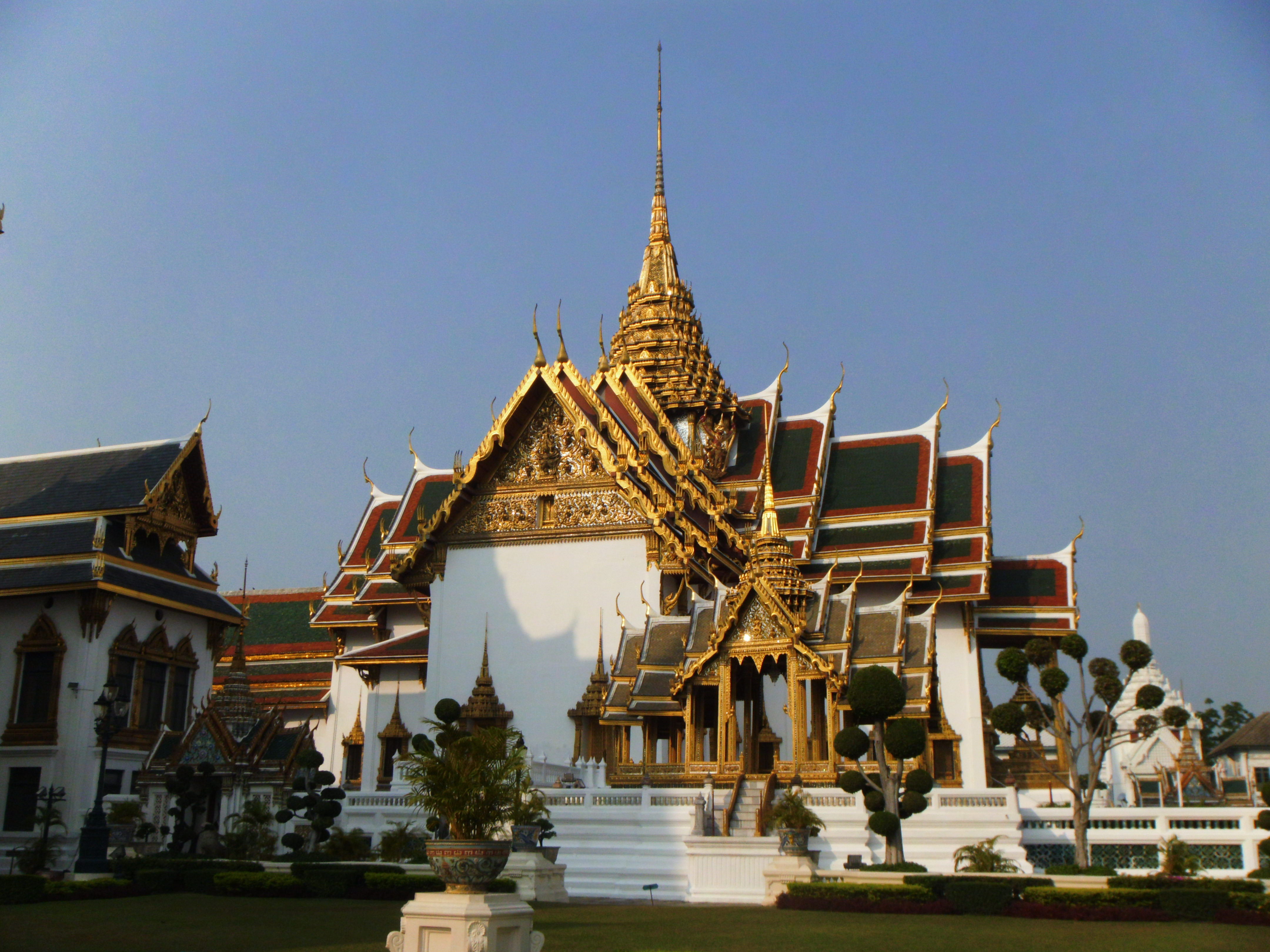
兜率皇殿群

兜率皇殿群（ Mu Phra Maha Prasat）位于中廷的最西处，大体始建于拉玛一世时期，是大皇宫较早建成的建筑群。整个皇殿群由宫墙包围，内部是平整的园地。和中廷另两个建筑群一样，兜率皇殿群亦在各个国王统治时期不断改建整修。兜率皇殿群整体为南北向单轴对称，最北端是御座厅，其后是起居厅。周边建有数个小殿和亭子，并未有明确功能界定，供王室使用。
兜率皇殿群所在处最早是阿玛林他拉披色玛哈巴沙殿（ Phra Thinang Amarinthara Phisek Maha Prasat），原本是阿瑜陀耶王宫的讪佩玛哈巴沙殿（ Phra Thinang Sanphet Maha Prasat）的复建。原阿瑜陀耶王宫于1767年被缅军焚毁，拉玛一世在此地将之原样复建。该殿在1782年开工，1784年完工，拉玛一世在此举行加冕典礼。1789年，该殿遭到雷击而焚毁，拉玛一世虽下令重建，但决意不再沿用旧的式样和殿名。雷击之灾亦令拉玛一世心怀不安，他预测扎克里王朝的统治最多有150年。这一预言记载于当时一位公主的日记中。拉玛五世重读这日记时，评价称150年太短，公主应是忘记了一个零。而在扎克里王朝立国150年纪念的仅仅3个月后，即爆发暹罗立宪革命，结束扎克里王朝的君主专制。
兜率皇殿群中，用于典礼和起居的部分各自位于兜率皇殿和披曼拉达亚殿。由于1789年雷击之灾，兜率皇殿未再举办加冕典礼。这里一般是国王、王后等高阶王族过世后，在哀悼期时存留遗体、供人哀悼瞻仰的地方。
兜率皇殿群宫墙的北侧有三处宫门，皆以中式嵌瓷艺术装饰。

#### 兜率皇殿

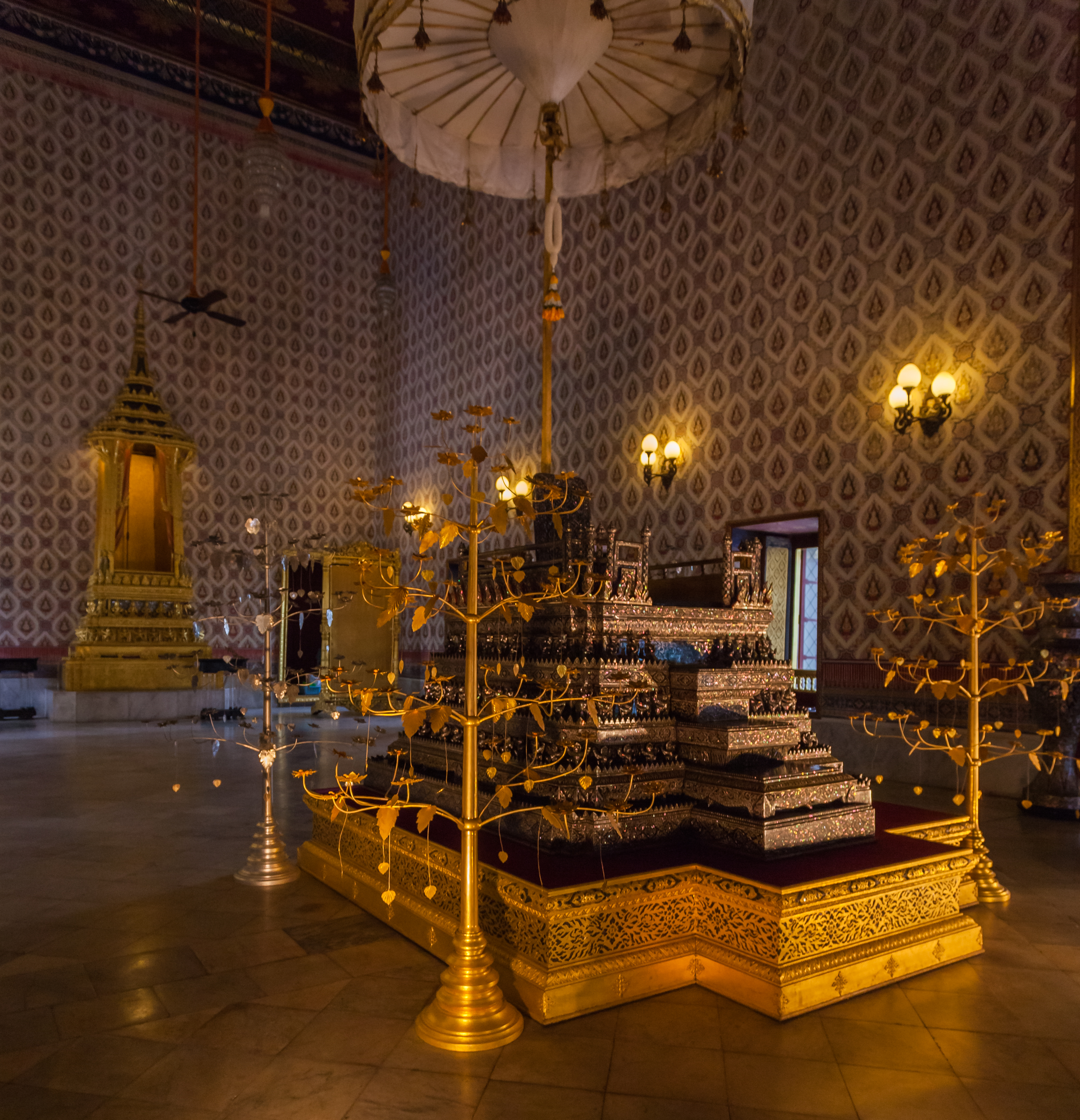
兜率皇殿内部，可见两个王座：珍珠母贝宝座和金刚网宝座

兜率皇殿（ Phra Thinang Dusit Maha Prasat）是兜率皇殿群的主体建筑，坐落在十字平台之上，贴金尖顶，是泰国巴刹式建筑的典例，多级重檐及尖塔象征着佛教宇宙观的中心须弥山。兜率皇殿的贴金尖塔可分为三部分。靠下的部分有七层塔檐，靠下的六层代表三界中的六欲天，六层之上是窣堵坡形结构，塔尖有层叠莲花装饰。尖塔底座四周各有一个迦楼罗像，作支撑姿态。皇殿的山花为那罗延骑乘迦楼罗的图案，象征王权和神权的结合。传说中那罗延下凡解救众生，而国王被视为其化身。十字形底座底座上的凹凸轮廓象征狮足；狮子是佛陀家族的象征。
皇殿正面向外延伸出一座门廊，门廊中央是布沙博玛叻王座（พระที่นั่งบุษบกมาลา），宝座顶端亦有贴金尖顶，基座上雕有天使。该宝座是拉玛一世时期接见封臣和属国使团时使用的，后来作仪式用途。宝座两侧靠下建有台阶和殿门。皇殿内部墙壁绘有莲花图案，整齐排列，莲花中央画有天使，是泰国宗教圣地壁画常见的图案。天井为间格镶板，镶嵌金色琉璃星。窗板绘有守门天图案，窗边以中式草木图案装饰。殿内有两个宝座，其中珍珠母贝宝座（ Phra Thaen Ratchabanlang Pradap Muk）靠近十字中心位置，以螺钿工艺装饰，顶部插王家九层伞。该宝座为拉玛一世时期制作，在1789年的雷击之灾中幸存。另一个宝座位于珍珠母贝宝座之后，名为金刚网宝座（ Phra Banchon Butsabok Mala），嵌在皇殿的南墙上，像窗户一样向殿内敞开，后方是屏风。该王座和殿门外的王座形制相同，为拉玛四世时期制作，以方便宫中女性透过屏风参与皇殿仪式。
皇殿的东厅内有一张珍珠母贝床（ Phra Thaen Banthom Pradap Muk），曾是国王在披曼拉达亚殿的御床，后不再使用而搬移到此。床的底座为阶梯平台式，装有小台阶。皇殿举行仪式（如哀悼仪式）时，王室成员坐在南厅，政府大臣坐在北厅，僧侣坐在东厅，殡棺置于西厅，宝座和床上摆放佛像。

#### 披曼拉达亚殿
披曼拉达亚殿（ Phra Thinang Phiman Rattaya）位于兜率皇殿正后方，原本是拉玛一世的主要寝宫，现仅作葬礼用途。披曼拉达亚殿为传统泰式风格，呈长方形，东侧、西侧和南侧建列柱。殿周围有两座庭园。拉玛六世时期，这里是王室成员会面的场所。殿内有专用于授勋嘉奖的场地。

#### 阿蓬碧莫亭
阿蓬碧莫亭（ Phra Thi Nang Aphon Phimok Prasat）位于兜率皇殿东，建于拉玛四世时期，国王进入皇殿前，在此更换礼服。国王御轿亦存放在此。阿蓬碧莫亭是公认的泰国传统建筑的典例之作，其复制品曾在1958年世界博覽會展出。
阿蓬碧莫亭为十字形布局，南北端稍长，亭顶为五层尖塔，塔基并非像其他佛塔般由迦楼罗支撑，而是由天鹅支撑。东侧的山花绘湿婆神，左手持剑、右手摆吉祥手势，单足独立于宝座之上。立柱以金银琉璃镶嵌装饰，柱头呈修长的莲花瓣状。

#### 迦兰耶殿
迦兰耶殿（ Phra Thi Nang Ratcha Karanyasapha）位于兜率皇殿东南，为封闭长方形，是国王同群臣议事的场地。1897年，拉玛五世出访欧洲，绍瓦帕·蓬西王后摄政，在此处主持枢密院会议。1956年，拉玛九世短期出家，诗丽吉王后延续这一传统，亦在此处主持会议。国王偶尔会在此举行私人宴会。迦兰耶殿的屋檐大大凸出山墙，这是阿瑜陀耶时期流行的做法。

#### 本肯阁
本肯阁（ Sala Plueang Khrueang）位于兜率皇殿西，为两层方形阁楼，二层有天桥通向兜率皇殿。原本是拉玛六世的更衣室。

#### 吉罗娑山

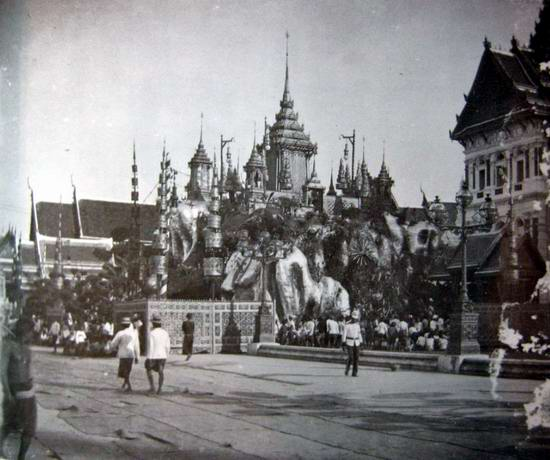
1886年，哇集鲁那希王子剃度仪式期间，吉罗娑山一度被搬移到节基皇殿前

拉玛四世时期在兜率皇殿西建造了一处假山，将之命名为吉罗娑山（ Khao Krailat Chamlong）——婆罗门教中湿婆的居所，宇宙中心须弥山的象征。山上放置着各式神兽石雕，山顶建有一座小宫殿。王子和公主十三岁时，会在这里参加王家剃度仪式，沐浴更衣，并由国王剪去发髻，掷入昭披耶河。

### 西瓦莱园

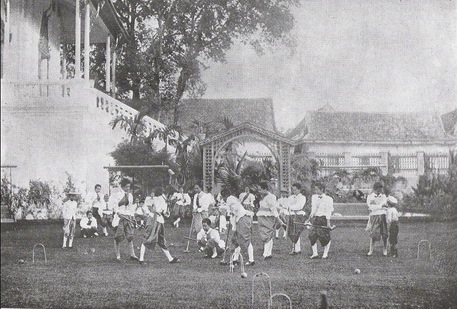
内廷后妃在西瓦莱园打槌球，摄于19世纪90年代

西瓦莱园（ Suan Siwalai）位于中廷最东部，和其他宫殿分开。其格局定格于拉玛五世时期，至今未变，建有数处宫殿和宗教建筑。此前，园内建筑历经历代国王改建，最初在拉玛一世时期是私人休闲地，名为水晶园（ Suan Kaeo）；拉玛二世改为右花园（ Suan Khwa），改为供后妃休闲娱乐的场所。
拉玛四世时期，整个右花园成为新的宫殿区，名为帕阿披瑙尼韦宫殿群（ Phra Aphinao Niwet），各个宫殿呈东西轴线分布，风格不一，彼此连接，东侧是接见厅，西侧是起居厅。主殿称为阿南达沙玛空殿（ Phra Thinang Ananta Samakhom），西洋风格，用以接见外国使团。拉玛五世时期，该宫殿群陷入破败，最终拆除。后来建成的律实宫阿南达沙玛空皇家御会馆沿用了该处主殿的名称。拉玛五世朱拉隆功再度将该地改为后宫花园，并定名为西瓦莱园。园内新旧建筑兼有。西南角有一方草坪，称为龟园（ Suan Tao）至此，西瓦莱园的格局便延续至今。

#### 武隆碧曼宫

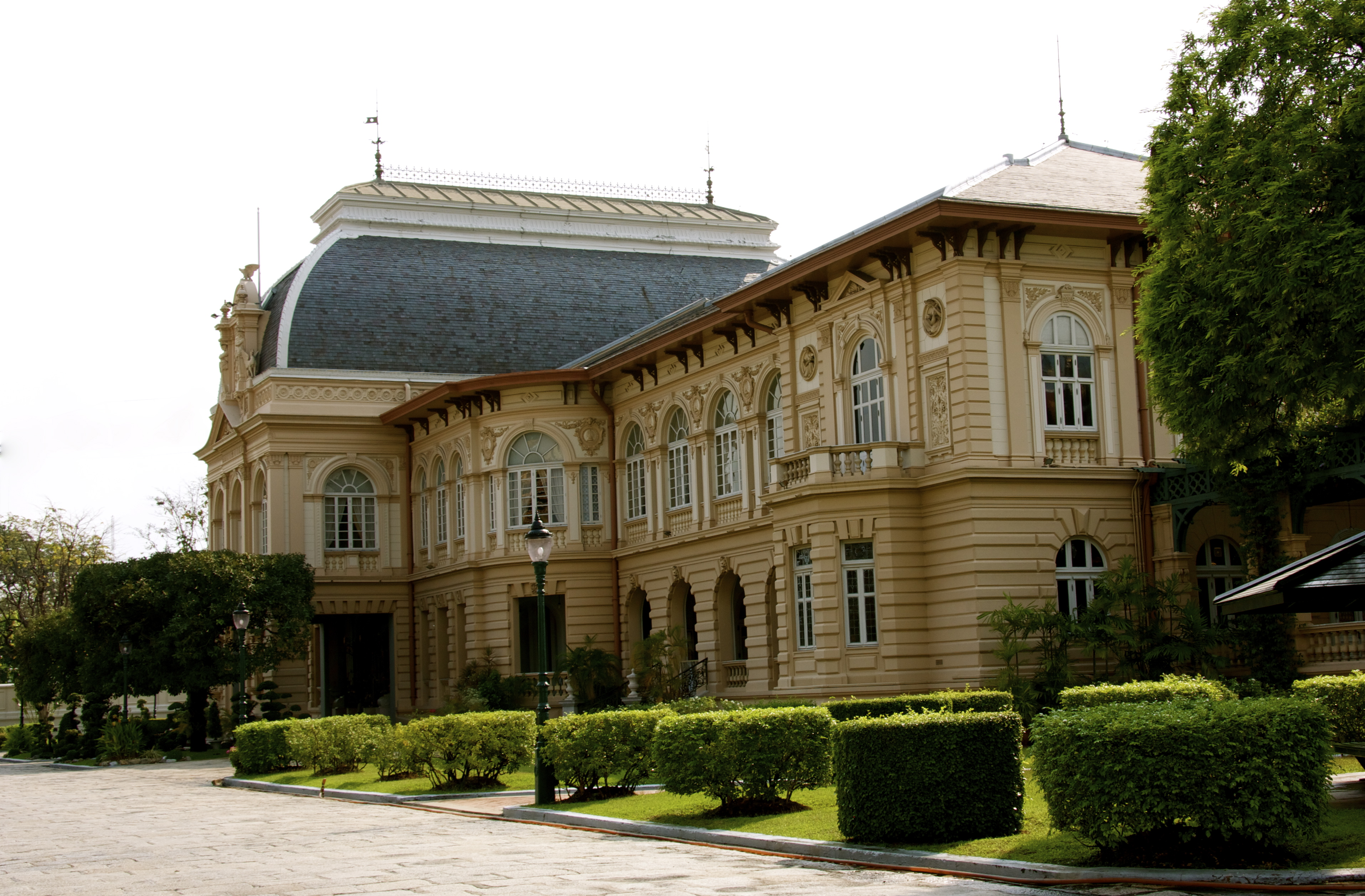
武隆碧曼宫

武隆碧曼宫（พระที่นั่งบรมพิมาน，Phra Thinang Borommaphiman）是西瓦莱园内最大的宫殿，位于最北处，为两层宫殿，西洋新文藝復興建築风格，由拉玛五世朱拉隆功在1897年至1903年间修建。宫殿原址是一处军火库，原本是朱拉隆功赠与王储哇集鲁那希的礼物，原名为帕努玛参伦宫（ Phra Thinang Phanumart Chamroon），但哇集鲁那希王子在宫殿建成前病逝，年仅16岁。宫殿完工后，又赠与新王储瓦栖拉兀。1910年，瓦栖拉兀即位为拉玛六世，后来他为宫殿赐名武隆碧曼宫。
武隆碧曼宫由德国人桑德雷茨基（C. Sandreczki）等西洋建筑师监督建成，是曼谷大皇宫最晚近的宫殿，设计了容纳马车和汽车的空间，亦是宫内首例。外墙饰有壁柱和精致的灰泥设计，楣饰为三角形和半圆形，饰有灰泥花卉图案。宫殿屋顶为流行于法国的芒萨尔式屋顶风格，覆深灰色板岩瓦。宫殿立面中央楣饰上有王储纹章。武隆碧曼宫内部的装饰风格则完全是泰式，中央大厅墙面上绘有因陀罗、伐楼拿、阿耆尼、阎罗王形象，下方刻有拉玛六世亲自创作的铭文。
拉玛六世即位后偶尔居住在这里。拉玛七世在1925年加冕前，曾在这里度过数夜。拉玛八世阿南塔玛希敦于1945年8月自瑞士返回暹罗后，将这里作为其主要居所，和弟弟普密蓬、詩納卡琳太后一起住在这里。1946年6月9日，拉玛八世在宫内遭枪击身亡。普密蓬即位后将宫殿翻修，并增建南翼。
如今武隆碧曼宫是招待外国元首的场所，不对公众开放。在武隆碧曼宫的东南方，还建有两座供国宾随行人员使用的客房。

#### 大神殿
大神殿（ Phra Thinang Mahisorn Prasat）位于西瓦莱园和摩天宫殿的围墙之间，为一小阁楼，蒙多式重檐，尖顶贴金，并以琉璃镶嵌装饰。大神殿为拉玛四世时期为纪念其父拉玛二世所建，拉玛二世的骨灰曾存放于此。拉玛四世去世后，殿内骨灰又移回宗庙阁。如今大神殿内供奉多尊佛像。

#### 西瓦莱大殿
西瓦莱大殿（ Phra Thinang Siwalai Maha Prasat）位于西瓦莱园东南端，泰式风格洋房，建有泰式屋檐和七层尖顶，1878年拉玛五世统治期间建成，存放四尊铸于1869年的先王金属像。拉玛六世下令将雕像移入玉佛寺披特比东殿（Prasat Phra Thep Bidorn）内，以便公众祭拜，并在1918年4月6日举行首次供养仪式，自此每年举行。西瓦莱大殿则一直空置。

#### 悉达拉碧隆亭
悉达拉碧隆亭（ Phra Thinang Sitalaphirom），位于武隆碧曼宫南侧，为一小木亭，拉玛六世时期所建，装饰有水磨漆金火焰图案，山面有拉玛六世纹章。为国王休闲用途。

#### 乐达纳佛殿
乐达纳佛殿（ Phra Buddha Rattanasathan），位于西瓦莱园中央，上座部佛教戒堂。是拉玛四世为了供奉布沙亚拉乍甲帕宾隆玛尼迈佛像（พระพุทธบุษยรัตน์จักรพรรดิพิมลมณีมัย，Phra Phuttha Butsayarat Chakkraphat Phimon Manimai）而建。佛像原属老挝占巴塞。佛殿为灰石打造，有二层青瓦重檐，四面有柱廊。为礼佛用途。

## 内廷

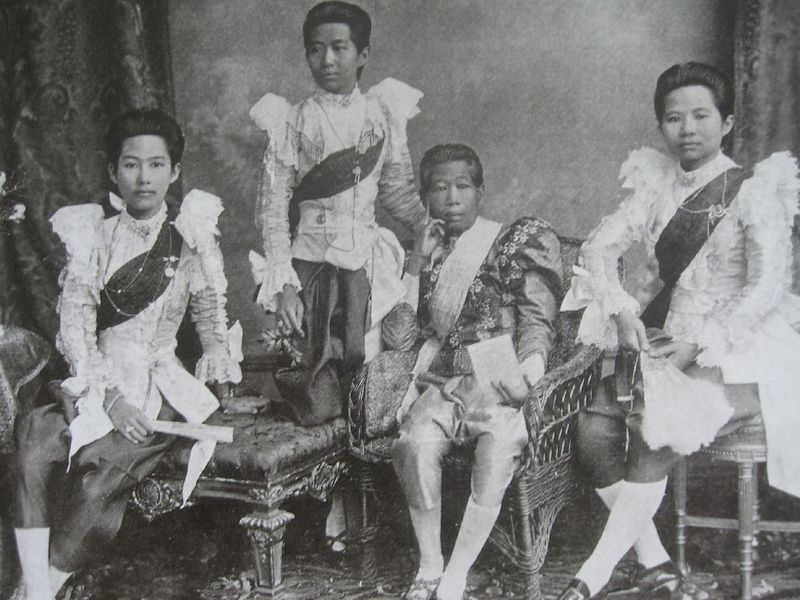
拉玛四世的妾室昭宗曼达讪莉（เจ้าคุณจอมมารดาสำลี）及其三位女儿。最右者是素库曼玛拉西，后来是拉玛五世的王后

内廷（ Khet Phra Racha Than Chan Nai），简称“里面”（ Fai Nai），位于大皇宫南部，是国王、后妃、子嗣及其仆人的居所。后妃俗称“禁女”（ nang ham）。国王的后妃都出自王族和贵族，以及仆从国的王室。从拉玛六世统治时期开始，后宫多配偶制实际终止，并在拉玛七世时期（20世纪早期）正式废止。自此居住在后宫的人数就越来越少，并在数十年后归零。内廷原本是一座完整的城镇，由窄街和草坪分割，建有商店、政府、学校、仓库、法庭，全由女性管理，服务后妃。从事特殊修理工作的男子和医生只有在女卫兵的监视下才能进入。国王的儿子在青春期之前可以住在里面；在举行完剃度仪式后，他们会被送到宫外接受进一步的教育。目前，内廷内没有任何居民，建筑也不作任何用途，但并不对公众开放。

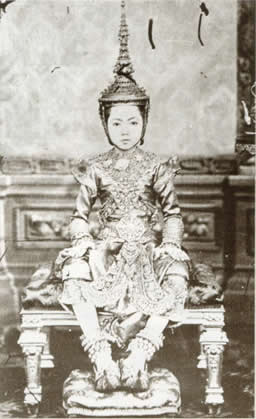
拉玛五世之女沃拉叻沙娜瓦迪在剃度仪式上著正装，摄于1880年

内廷区域曾长期维持庞大的居住规模。一位后妃有多达200到300名亲属和侍女同住，侍女主要是从贵族处招募而来，其他的公主等家眷亦有自己的侍女队伍。妾一级的昭宗（ Chao Chom）就已有相当多的同住者，如果再生下王子，升为昭宗曼达（ Chao Chom Manda），则会更加多。根据宫廷法律规定，每一位妃嫔都有对应的独立机构，其规模根据嫔妃的等级而定。总的来说，内廷区域的人口接近3,000。

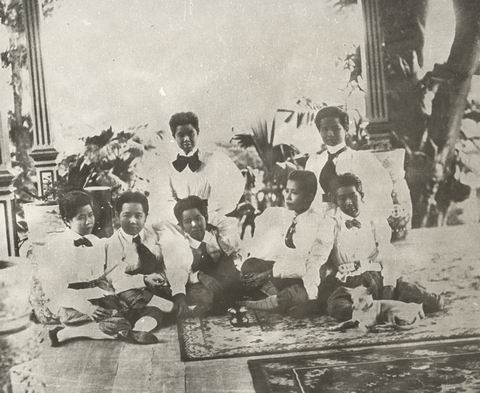
拉玛五世的后宫

内廷最初是以低矮的屋舍为主，有花园、池塘和草坪点缀。到19世纪晚期，由于不断兴建新房，内廷已是人满为患。拉玛五世时期改建了许多洋房，大部分是意大利风格。内廷的房屋规模不一，主要分为三类：拍丹那（พระตำหนัก，phra tamnak，圣宫）、丹那（ตำหนัก，tamnak，宫）、伦（เรือน，ruean，房），依照等级分配。内廷区域分别设墙，和大皇宫其他区域分开，设关卡看管把守。中廷三大宫殿群的国王寝宫都建在内廷一侧。内廷区域最靠近国王寝宫的就是高级后妃的住处，如拉玛五世时期的素库曼玛拉西王后和沙旺·瓦他那。周围是其他嫔妃的住处，如达拉拉沙米王嫔。最后是最南端的排屋（แถวเต๊ง，thaeo teng），属低级别的妾室。这些排屋实际上还是内廷的第二道岗哨。
国王制订一系列皇宫法管治内廷，一些法条可追溯到阿瑜陀耶时代。大部分法律都是关于宫内妇女的等级和地位，以及行为和举止。有专门的女卫兵（กรมโขลน，kromma khlon）负责维护内廷秩序，首领称总管（อธิบดีฝ่ายใน，Athibodi Fai Nai）。朱拉乍甲蓬亲王曾戏称她们是“外表凶悍的亚马逊女战士”。总管辖下官员的职责有执法、收监、照看佛像、守卫宫门、管理宫廷用度开支。她们还负责全程看护进入内廷的男子。这些女卫兵接受军事训练，控制内廷交通，为重要人物带路，夜晚提灯巡逻。若是内廷人士行为不端或口无遮拦，遭到治罪，无论男女都会处死。最后一次这样的刑罚执行于1859年，当时一位年轻贵族和国王的一位小妾被发现偷情。
内廷范围内只允许国王的子女出生，出生时的各种细节都有详细记载，宫廷占星师会根据其诞生时辰占卜。出生仪式和成人仪式都在内廷举行。有子女降生时，会有宫女在内廷道路上大加宣告，并由男女两支乐队奏乐庆祝。如果是男嗣，则敲响三下胜利之锣。王子和公主会和生母生活在一起，在内廷的学校接受教育。
尽管内廷的女性并不如在外界自由，但是内廷的生活轻松而优渥，大多数生活需求都能满足。内廷的女子们通常在少女时期进入内廷，并在此度过余生。年少时她们会负责一些侍从的工作，长大后便生儿育女，照顾家庭。到拉玛四世时期，内廷人员可经总管同意外出，且受到严格监护。绍瓦帕·蓬西太后的医生马尔科姆·亚瑟·史密斯写道：“没有证据表明她们渴望自由，或不满于环境。即使是狂热反对多妻制的李奧諾文斯也没这么说。”他提到的李奧諾文斯就是美国戏剧《国王与我》的作者，故事背景设在1873年的暹罗内廷。

## 宫墙
宫墙建于1782年拉玛一世统治时期，设炮台。拉玛二世时期扩建皇宫，宫墙向南延长。其北墙长410米，东墙长510米，南墙长360米，西墙长630米，总长1910米。设十二道宫门，宫内设内墙和20多道门，有些门已经拆除。外墙周围设17座小堡垒。东墙靠近沙南猜路的方向建有两座宫殿。

### 猜春蓬殿

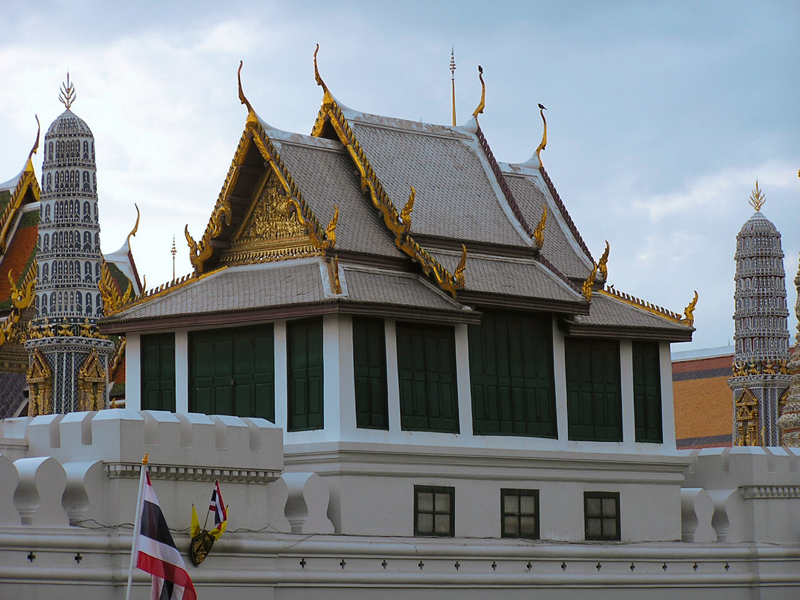
猜春蓬殿

猜春蓬殿（พระที่นั่งไชยชุมพล，Phra Thi Nang Chai Chumphon）位于东墙靠北处，靠近玉佛寺，为一长方形阁楼，双层重檐，覆灰瓦，外涂黑漆，镶嵌琉璃。建于拉玛四世时期，用于观景及视察沙南猜路的游行队伍。猜春蓬殿还曾是暹罗护国神像的奉祀地点，后来移祀伟大护国神殿。

### 素泰沙万殿

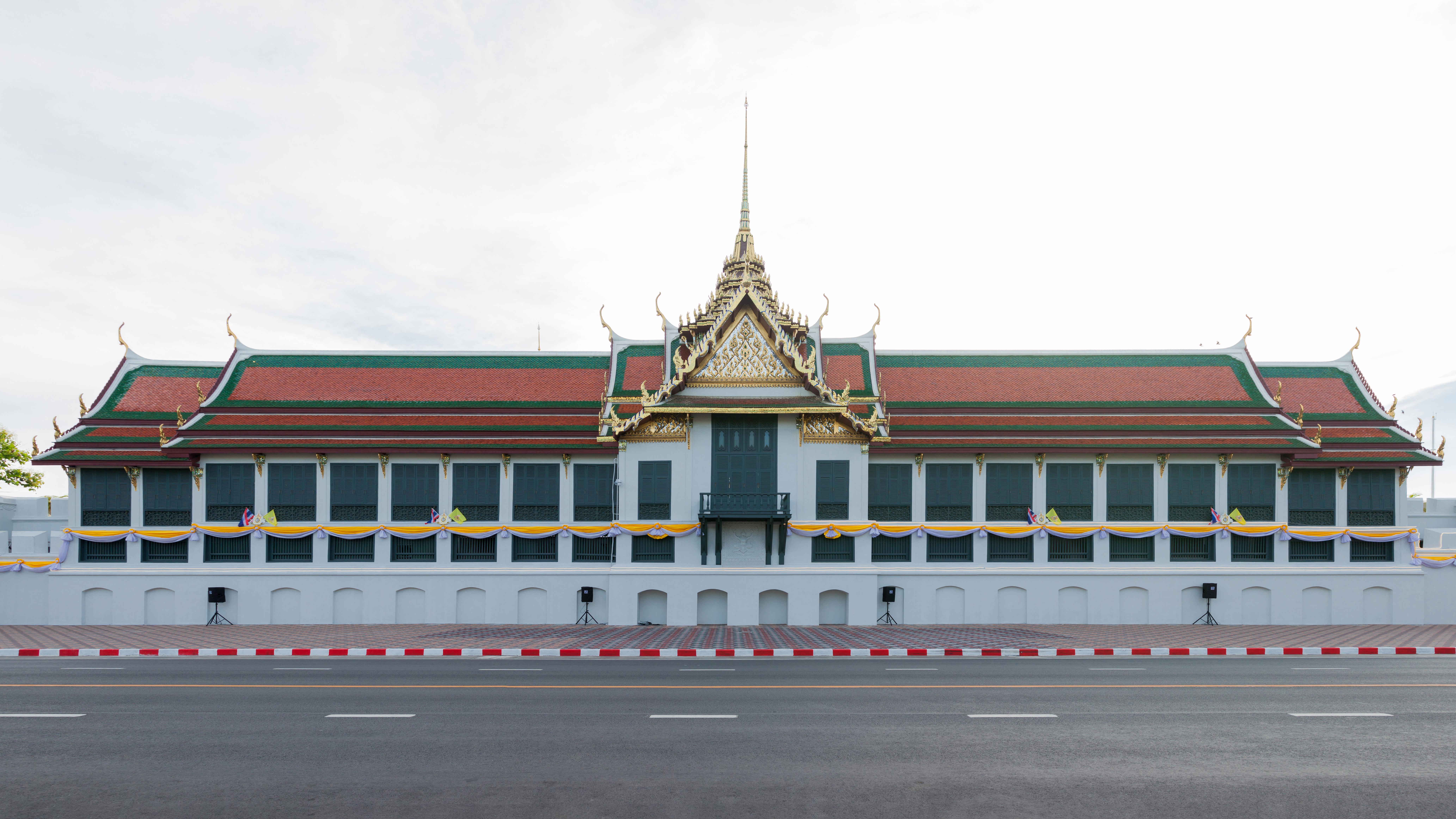
素泰沙万殿

素泰沙万殿（พระที่นั่งสุทไธสวรรยปราสาท，Phra Thinang Suthaisawan Prasat）位于东墙靠南处，特瓦披他门和沙迪猜西门之间。原本是拉玛一世仿照阿瑜陀耶皇宫的乍甲瓦派差永殿（ Phra Thinang Chakkrawat Phaichayon）所建，原名高阁（ Phlapphla Sung），为木构露天阁楼。拉玛三世改建为今日的素泰沙万殿，用砖石和砂浆打造，用于接见民众及检阅部队。
素泰沙万殿是两层阁楼，底层为洋房结构，顶层建泰式屋檐，中央建蒙多式五层尖顶，以琉璃镶嵌装饰，下设木制阳台，供国王公开露面。阁楼两翼各有九个大窗。拉玛五世时期翻修，定名为素泰沙万殿。

### 宫门

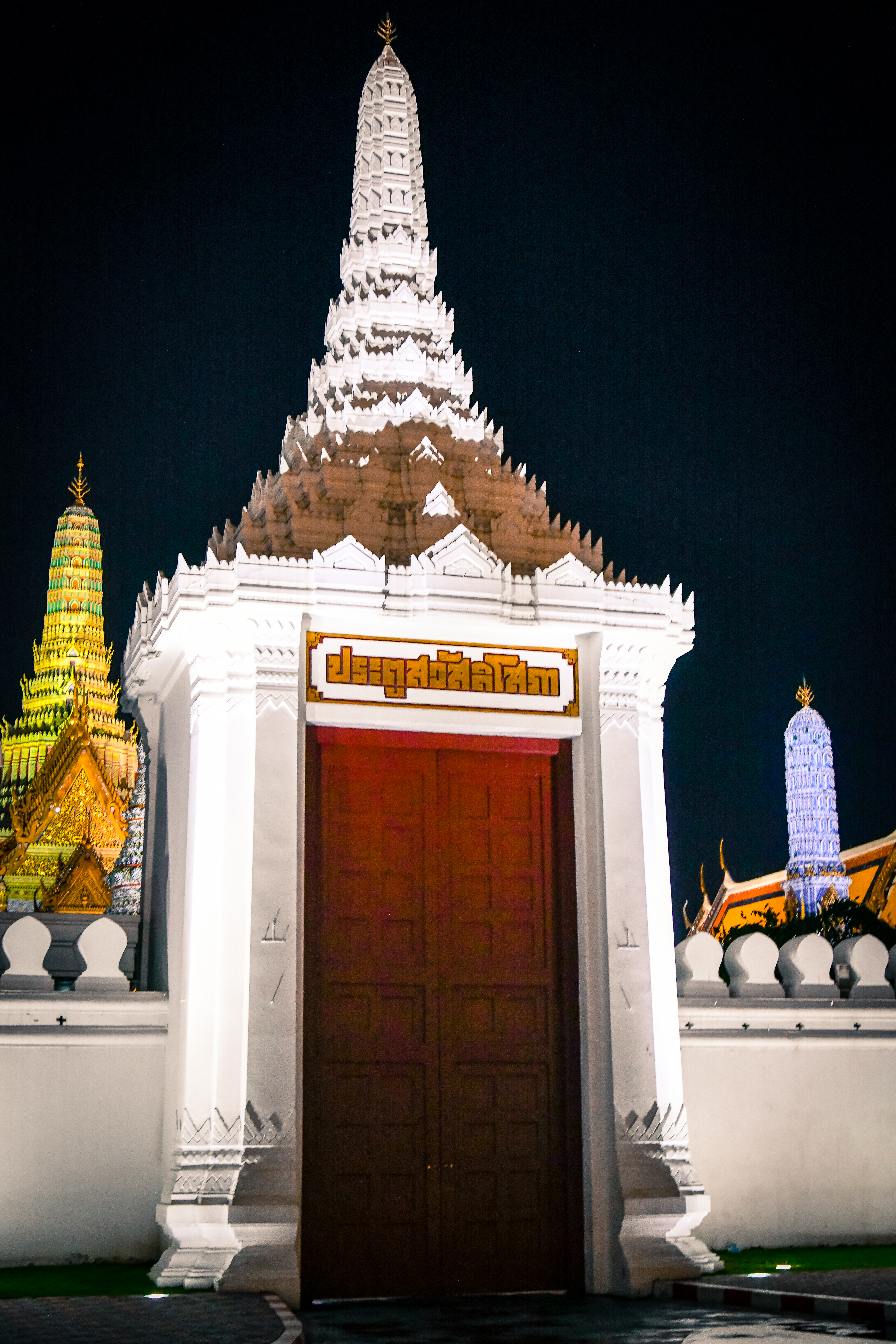
沙瓦迪索帕门

大皇宫共有12道门（ pratu），四面宫墙各设三道，为砖石和砂浆结构，风格各异，有泰式普朗塔，西洋式装饰墙，亦有中式硬山顶。宫门漆成红色，门框漆成白色。分别是：
- 北墙
  - 披曼贴威门（ประตูวิมานเทเวศร์，Wiman Thewet）
  - 威悉猜悉门（ประตูวิเศษไชยศรี，Wiset Chai Si）
  - 玛尼诺帕拉门（ประตูมณีนพรัตน์，Mani Noppharat）
- 东墙
  - 沙瓦迪索帕门（ประตูสวัสดิโสภา，Sawatdi Sopha）
  - 特瓦披他门（ประตูเทวาพิทักษ์，Thewa Phithak）
  - 沙迪猜悉门（ประตูศักดิ์ไชยสิทธิ์，Sak Chaisit）
- 南墙
  - 威七班宗门（ประตูวิจิตรบรรจง，Wichit Banchong）
  - 阿农卡拉门（ประตูอนงคารักษ์，Anongkharak）
  - 披他博翁门（ประตูพิทักษ์บวร，Phithak Bowon）
- 西墙
  - 顺通提沙门（ประตูสุนทรทิศา，Sunthon Thisa）
  - 特瓦披龙门（ประตูเทวาภิรมย์，Thewaphirom）
  - 乌东素达拉门（ประตูอุดมสุดารักษ์，Udom Sudarak）

### 堡垒

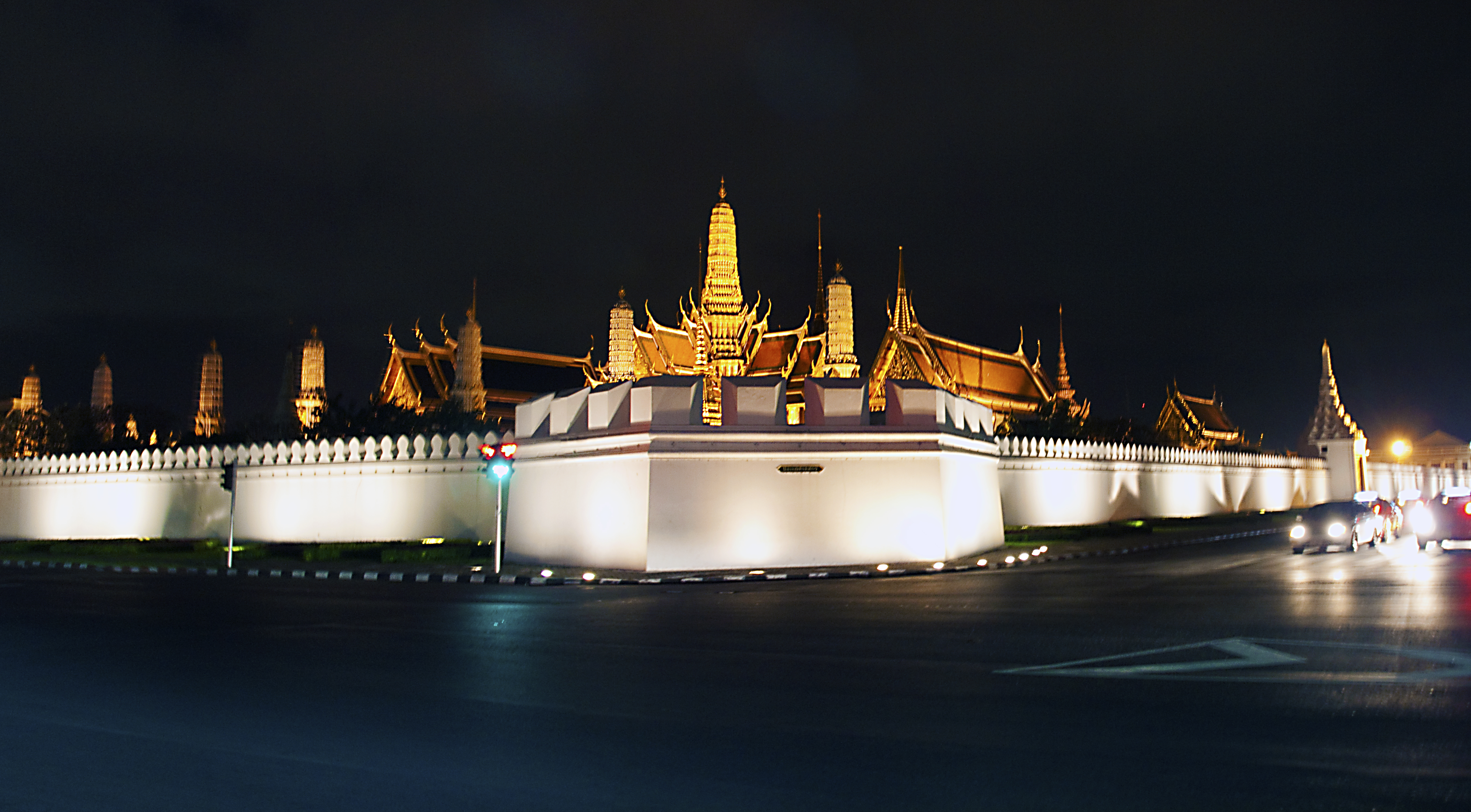
帕德达沙恭堡

宫墙设十七座堡垒（ pom）。最早建有十座，其余七座稍晚建成，为突出的城垛，设大炮和瞭望塔。
- 北墙
  - 因通朗讪堡（ป้อมอินทรรังสรรค์，Inthon Rangsan）
  - 坎坤佩堡（ป้อมขันธ์เขื่อนเพชร，Khan Khuean Phet）
  - 帕德达沙恭堡（ป้อมเผด็จดัสกร，Phadet Datsakon）
- 东墙
  - 讪宗哉英堡（ป้อมสัญจรใจวิง，Sanchon Chai Wing）
  - 辛空坎堡（ป้อมสิงขรขันฑ์，Singkhon Khan）
  - 卡扬英育堡（ป้อมขยันยิงยุทธ，Khayan Ying Yut）
  - 里提鲁龙兰堡（ป้อมฤทธิรุดโรมรัน，Ritthi Rut Rom Ran）
  - 阿南达基里堡（ป้อมอนันตคีรี，Ananta Khiri）
  - 玛尼巴甘堡（ป้อมมณีปราการ，Mani Prakan）
- 南墙
  - 披讪西玛堡（ป้อมพิศาลสีมา，Phisan Sima）
  - 普帕素他堡（ป้อมภูผาสุทัศน์，Phu Pha Suthat）
- 西墙
  - 沙达班朴堡（ป้อมสัตตบรรพต，Satta Banphot）
  - 索洛西叻堡（ป้อมโสฬสศิลา，Solot Sila）
  - 玛哈沙达洛哈堡（ป้อมมหาสัตตโลหะ，Maha Satta Loha）
  - 他沙那尼恭堡（ป้อมทัศนนิกร，Thatsana Nikon）

## 玉佛寺博物馆

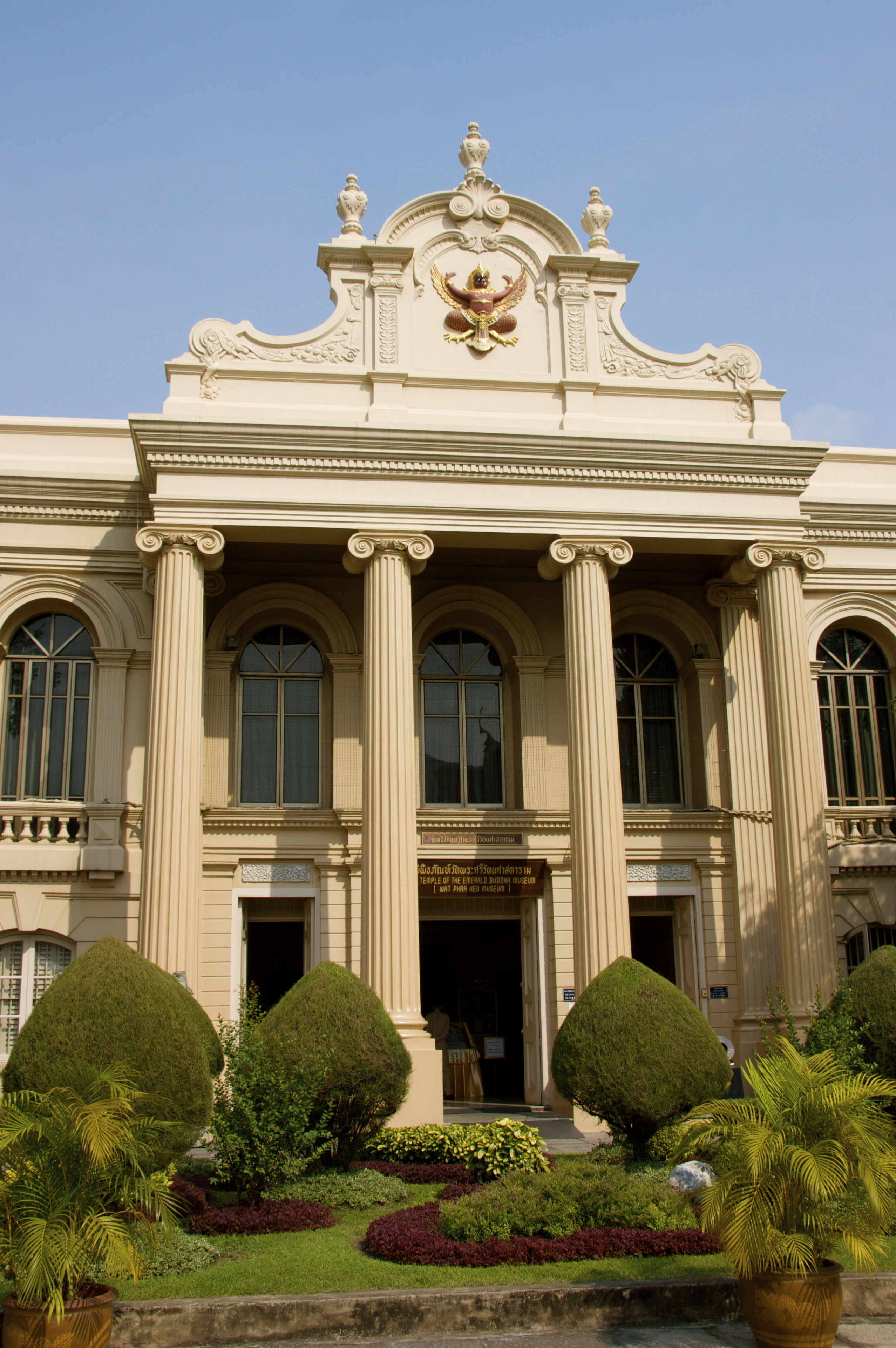
玉佛寺博物馆

玉佛寺博物馆（ Phiphitthaphan Wat Phra Si Rattana Satsadaram）位于大皇宫外廷西端，展出大皇宫和玉佛寺建筑群的相关文物。为两层西洋建筑，门廊有四根爱奥尼柱，柱身有凹凸轮廓，菜叶形柱头，正面顶有文艺复兴风格的灰泥墙。外墙下部由抹灰砖砌成，上部窗户为半圆形法式窗，两侧有壁柱。原址是1857年，拉玛四世时期建成的王家铸币局，之后又在拉玛五世时期扩建，一度遭大火烧毁。1902年，铸币局迁至皇宫外的新址，原铸币局大楼闲置，先后改为王家卫队营房和军官俱乐部。1982年，为纪念曼谷建城两百周年，经诗琳通公主建议，该建筑改为博物馆，收藏旧建筑构件和公众捐赠给王室的佛像等各式文物。
玉佛寺博物馆的一层展出各类文物，包括大皇宫内的一些旧构件，以及石佛像、中式雕像等，还有《拉玛坚》人物造像，如素攀玛差和哈努曼等，最早可追溯到拉玛三世时期。博物馆一层主厅展有宫廷白象的骸骨。这些大象实际上并不是纯白色的，而是具有某些特殊的特征，例如粉白皮或是奶油色的眼睛。白象是王权的重要象征，君主拥有的白象越多，其威望就越高。对白象的崇敬在东南亚文化很常见。
博物馆二层的展品更为珍贵精美，主厅展有两个大皇宫模型，分别是拉玛一世国王统治时期的大皇宫，以及拉玛五世国王统治时期的大皇宫，还展有诸多佛像和纪念币。在通往主厅的门廊内展有一个小型的珍珠母贝宝座，名为帕滕颂沙拜宝座（ Phra Thaen Song Sabai），原本位于兜率皇殿群的披曼拉达亚殿，是拉玛一世时期非正式接见时的王座。主厅的尽头是帕滕玛南卡西拉阿宝座（ Phra Thaen Manangkha Sila At），据信是素可泰时代的王座，由拉玛四世出家为僧时带到曼谷。大厅两侧展有四尊爪哇风格的佛像，为拉玛五世购买。大厅左侧还展有一个漆器屏风，其上描绘众神之主湿婆的加冕场面，原本是烧毁的阿玛林他拉披色玛哈巴沙殿中的文物，由拉玛一世亲手将其从火中救出。二层的其余展厅陈列有各种艺术品，如吉罗娑山模型。

## 参见

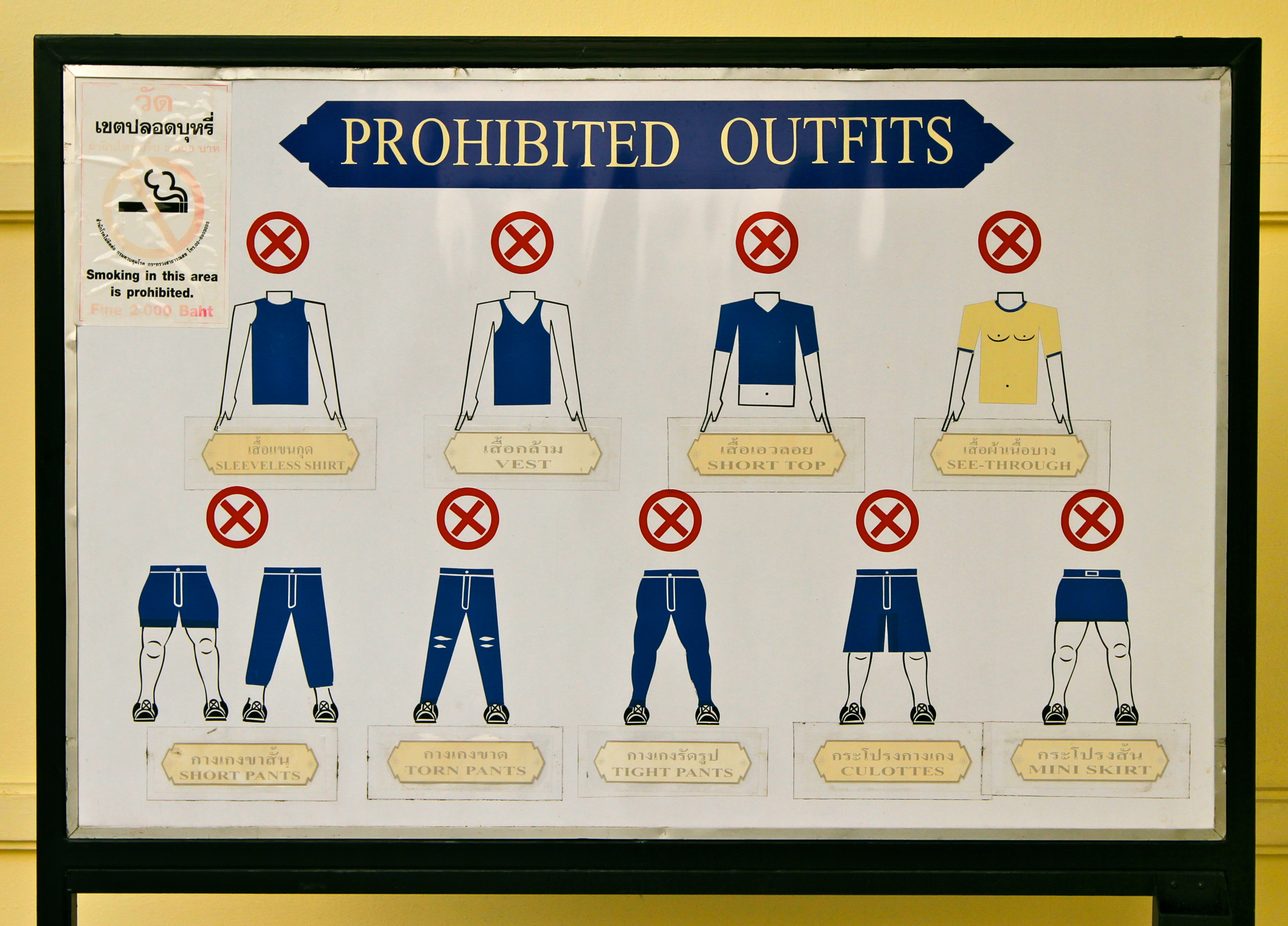
大皇宫入口处关于游客着装禁忌的告示

### 书目
- Chakrabongse, Chula. . United Kingdom: G.T. Foulis & Co. 1956.
- Chakrabongse, Chula. . United Kingdom: Alvin Redman Limited. 1960. ISBN 616733935X.
- Garnier, Derick. . Bangkok, Thailand: River Books. 2004. ISBN 974-8225-60-7.
- Hongvivat, Nidda. . Bangkok, Thailand: Saengdaet Phuan Dek. 2003. ISBN 974-90560-2-7.
- Noobanjong, Koompong, , Dissertation.Com, 2003, ISBN 0-500-97479-9
- Noobanjong, Koompong,  (PDF), Faculty of Industrial Education King Mongkut's Institute of Technology Ladkrabang: วารสารครุศาสตร์อุตสาหกรรม ปีที่ 5 ฉบับที่ 1 ตุลาคม 2548 – มีนาคม 2549, 2006, （原始内容 (PDF)存档于2016-03-03）
- Quaritch Wales, H. G., , London, United Kingdom: Routledge, 1931, ISBN 0-7007-0269-5
- Smith, Malcolm, , London, United Kingdom: Shernval Press, 1947, ISBN 0-19-582556-X
- Suksri, Naengnoi, , Bangkok, Thailand: River Books, 1999, ISBN 0-500-97479-9
- Watcharothai, Watcharakiti;  et al, , Bureau of the Royal Household（英语：Bureau of the Royal Household）, Bangkok, Thailand: Thai Watana Panich Press Co., Ltd., 2005, ISBN 974-8274-98-5
- Woodhouse, Leslie Ann, , California, USA: University of California, Berkeley, 2009, ISBN 978-1-243-64277-6

## 外部連結
- Official Website of the Grand Palace （页面存档备份，存于）
- Bureau of the Royal Household （页面存档备份，存于）
- The Grand Palace on Bangkok For Visitors （页面存档备份，存于）
- Panoramic view of The Grand Palace （页面存档备份，存于）
- Grand Palace and Emerald Buddha （页面存档备份，存于）